# 2011年の日本競馬
2011年の日本競馬（2011ねんのにほんけいば）では、2011年（平成23年）の日本競馬界についてまとめる。
2010年の日本競馬 - 2011年の日本競馬 - 2012年の日本競馬

## 概要
日本中央競馬会（JRA）は、2010年（平成22年）11月19日に中央競馬の主だったスケジュールを発表。
平地の地方競馬は2010年12月14日にダートグレード競走の格付けが発表され、2011年3月14日に2012年3月までの日程が発表された。また、これまでに2012年3月までに施行するダートグレード競走の日程と、東京大賞典が地方競馬としては初の国際GIとして12月29日に施行であること、及び「ジャパンブリーディングファームズカップ」当日に新競走「JBCレディスクラシック」が創設されることが発表されている。

なお、3月11日に発生した東日本大震災により、JRA・地方競馬ともに競馬開催の中止や日程の変更など大きな影響が出た。

### 中央競馬
中京競馬場のスタンドの全面改築工事が実施されている中で、前年に続き例年と異なる開催日程となった。
この年も中山金杯・京都金杯を実施する初日は例年通り1月5日となった。また、中京競馬が開催できない関係で本年は京都と小倉開催を拡張して対応している。例年中京競馬場で行われる高松宮記念を本年に関しては阪神競馬場で開催し、同日の最終レースに毎日杯を施行した。
このほか、施行後3年目を迎えるレパードステークスがGIIIに新規格付けされ、エリザベス女王杯の前哨戦にあたる府中牝馬ステークスをGIIに格上げするなどの変更が行われた。

#### 開催成績
競馬場別の開催実績、及び日割は以下の通り。
| 競馬場 | 開催日数 （前年比）     | 1回                                     | 2回                                                  | 3回                                                             | 4回                                              | 5回                                                | 6回                             | 備考 |
| ------ | ----------------------- | --------------------------------------- | ---------------------------------------------------- | --------------------------------------------------------------- | ------------------------------------------------ | -------------------------------------------------- | ------------------------------- | --- |
| 札幌   | 16日 （±0日）           | 8/13, 14, 20, 21, 27, 28, 9/3, 4        | 9/10, 11, 17, 19, 24, 25, 10/1, 2                    |                                                                 |                                                  |                                                    |                                 | |
| 函館   | 16日 （±0日）           | 6/18, 19, 25, 26, 7/2, 3, 9, 10         | 7/16, 17, 23, 24, 30, 31, 8/6, 7                     |                                                                 |                                                  |                                                    |                                 | |
| 福島   | 24日→0日 （±0日→-24日） | 全開催中止                              | 全開催中止                                           | 全開催中止                                                      | 全開催中止                                       | 全開催中止                                         | 全開催中止                      | 東日本大震災による競馬場施設の被害が甚大なため。 |
| 中山   | 40→36日 （±0→-4日）     | 1/5, 8, 9, 10, 15, 16, 22, 23           | 2/26, 27, 3/5, 6,12, 13, 19, 20                      | 3/26, 27, 4/2, 3, 9, 10, 16, 17 6/18, 19, 25, 26, 7/2, 3, 9, 10 | 9/10, 11, 17, 18, 24, 25, 10/1, 2                | 12/3, 4, 10, 11, 17, 18, 24, 25                    |                                 | 2回5日-8日は地震による被害と計画停電などの影響により中止。 3回は当初予定だった3月-4月にかけての開催を中止し、2回福島競馬の中止による代替開催として実施。                  |
| 東京   | 40日→41日 （±0→+1日）   | 1/29, 30, 2/5, 6, 12, 13, 19, 20        | 4/23, 24, 30, 5/1, 7, 8, 14, 15                      | 5/21, 22, 28, 29, 6/4, 5, 11, 12                                | 10/8, 9, 10, 15, 16, 22, 23, 29, 30              | 11/5, 6, 12, 13, 19, 20, 26, 27                    |                                 | 10月10日は中止となった阪神競馬3月13日分を振替。 |
| 新潟   | 24→44日 （±0日→+20日）  | 4/23, 24, 30, 5/1, 7, 8, 14, 15, 21, 22 | 5/28, 29, 6/4, 5, 11, 12                             | 7/16, 17, 23, 24, 30, 31, 8/6, 7                                | 8/13, 14, 20, 21, 27, 28, 9/3, 4                 | 10/15, 16, 22, 23, 29, 30, 11/5, 6, 12, 13, 19, 20 |                                 | 1回1日・2日、2回、5回は福島競馬の中止による追加分。 |
| 中京   | 0日 （-16日）           | 開催なし                                | 開催なし                                             | 開催なし                                                        | 開催なし                                         | 開催なし                                           | 開催なし                        | スタンド改築と馬場改修のため。 |
| 京都   | 52日 （+4日）           | 1/5, 8, 9, 10, 15, 16, 22, 23           | 1/29, 30, 2/5, 6, 12, 13, 19, 20                     | 4/23, 24, 30, 5/1, 7, 8, 14, 15, 21, 22, 28, 29                 | 7/2, 3, 9, 10, 16, 17, 23, 24                    | 10/8, 9, 15, 16, 22, 23, 29, 30                    | 11/5, 6, 12, 13, 19, 20, 26, 27 | 3回は例年の2回中京（前半）を包含。 4回は例年の3回阪神（後半）と2回小倉（前半）の振替。                                                                                    |
| 阪神   | 40→39日 （±0→-1日）     | 2/26, 27, 3/5, 6, 12→21, 13, 19, 20     | 3/26, 27, 4/2, 3, 9, 10, 16, 17                      | 6/4, 5, 11, 12                                                  | 6/18, 19, 25, 26                                 | 9/10, 11, 18, 19, 24, 25, 10/1, 2                  | 12/3, 4, 10, 11, 17, 18, 24, 25 | 3回は例年の2回中京（後半）、4回は例年の3回（前半）の振替。 3月21日は代替競馬。3月13日の代替開催は10月10日の東京に振替。                                                   |
| 小倉   | 36→44日 （+12日→+20日） | 1/22, 23, 29, 30, 2/5, 6, 12, 13, (14)  | 2/26, 27, 3/5, 6, 12→26, 13→27, 19, 20 4/2, 3, 9, 10 | 4/16, 17                                                        | 7/30, 31, 8/6, 7, 13, 14, 20, 21, 27, 28, 9/3, 4 | 11/26, 27, 12/3, 4, 10, 11, 17, 18, 24, 25         |                                 | 例年の中京開催を振替。 4回は例年の2回後半を包含。 2月14日は続行競馬、3月26・27日は代替競馬。 3回は中山競馬の中止による追加分。 11月26・27日は福島競馬の中止による追加分。 |

年間総売上は2兆2935億7805万3600円（前年比：94.5%）、総入場者数は615万1105人（前年比：91.3%）で、ともに前年割れ。

### 地方競馬
地方競馬全国協会が公表した平成23年度の地方競馬開催成績によると、全国の売得金（売上）総額は3314億3768万2700円（前年度比：99.5%）で前年割れとなったが、1日平均売得金額は2億3724万9600円（前年度比：102.0%）で前年を上回った。一方、全国の総入場人員は371万3877人（前年度比：93.8%）で前年割れとなった。
JRAとの指定交流競走（重賞）は古馬の短距離路線として「オーバルスプリント」（9月8日、浦和競馬場・ダート1400m、南関東地区の重賞から格上げ）、牝馬路線および「JBCレディスクラシック」のトライアル競走として「レディスプレリュード」（9月29日、大井競馬場・ダート1800m、TCKディスタフの名称変更）が新たに追加・施行される。このほか、さきたま杯が統一JpnIIに格上げされる変更が行われている。
以下の各競馬場における日程予定は「平成23年度」となる4月から2012年3月までのもの。

#### 帯広市（ばんえい競馬）
前年度より1週早めて4月16日に開幕し、2012年3月26日まで26回・154日開催（前年度比：3日増）開催。例年通り全日程を帯広競馬場で開催し、重賞競走は前年度と同じく25競走を施行。ナイター開催は6月18日 - 10月10日までの51日間（増減なし）。金曜日で祝日となる9月23日と12月23日も「3連休に合わせてイベントを開く」として開催。
売得金総額は103億6190万800円（前年度比：98.1%）、総入場人員は24万5782人（前年度比：99.3%）で、ともに前年割れ。

#### 北海道（ホッカイドウ競馬）
本年も全日程門別競馬場でナイター競走（グランシャリオナイター）にて実施され、4月29日から11月17日まで15回・80日開催（前年度比：増減なし）。
重賞競走は22競走（前年度比：1競走減）を施行。フロイラインカップと華月賞が廃止され、コスモバルク記念（5月5日、ダート1800m）を新設。特別競走としてグランシャリオ門別スプリント（6月30日、ダート1000m、習志野きらっとスプリントの北海道・東北地区トライアル競走）が施行された。また2歳馬の競走では地方競馬全国協会の「平成23年度新馬導入推進助成事業」による付加賞金の交付（1着50万円、40競走程度）やジャパンブリーダーズカップ協会の支援で未勝利戦の賞金増額を行った。一方、2歳馬におけるJRA認定競走の賞金（8月から）やブリーダーズゴールドカップ・北海道スプリントカップの賞金、3歳以上馬の出走手当などは減額された。スタリオンシリーズ競走（勝馬の馬主に「特定種牡馬への次年度の種付権」を付与する競走）は本年も継続された。
売得金総額は114億7311万6800円（前年度比：102.1%）で前年を上回ったが、総入場人員は4万9889人（前年度比：99.0%）で前年割れとなった。

#### 岩手県競馬組合（岩手競馬）
2011年3月5日に当初日程を発表したが、直後の3月11日に発生した東日本大震災の影響で開幕を延期。5月14日-12月5日まで盛岡競馬場のみで開催予定としていたが、水沢競馬場の復旧にめどがついたことから水沢でも12月10日から2012年1月9日まで開催した。競馬場ごとの開催実績は以下の通り。
- 盛岡競馬場：15回・90日（前年度比：42日増）
- 水沢競馬場：3回・14日（前年度比：62日減）

2場をあわせた売得金総額は145億9442万9000円（前年度比：79.4%）、総入場人員は24万1740人（前年度比：79.1%）で、ともに前年割れ。
当初水沢競馬場で施行予定だった重賞競走は日高賞とビューチフル・ドリーマーカップが盛岡競馬場に変更されたほか、当初発表した以下のポイントについても大幅に変更された。
1. 盛岡競馬場の芝競走を充実。年間7競走を「地方競馬交流競走」とし、新たに芝コースの重賞としてOROターフスプリント（10月23日、盛岡芝1000m）を新設。
2. ダート短距離路線の新設。水沢850m・盛岡1000mでの競走（距離設定は当初から存在）を実施。
3. レディースジョッキーズシリーズの第1戦（11月14日）を水沢競馬場で実施。
4. ホッカイドウ競馬との交流競走として2歳馬戦の知床賞（10月29日、盛岡ダート1400m）を追加。
5. 薄暮競走の実施日数を前年度比5日増（4月18日 - 9月5日までの48日間）。
6. 2歳馬の資源の確保と早期入厩促進を図るために一部の2歳馬競走に付加賞金を支給。
7. スタリオンシリーズ競走、騎手ハンデ・賞金ハンデ戦は本年も継続。

#### 特別区競馬組合・神奈川県川崎競馬組合・埼玉県浦和競馬組合・千葉県競馬組合（南関東公営競馬）
競馬場ごとの開催実績は以下の通り。
- 大井競馬場：19回・102日（前年度比：3日増）
- 川崎競馬場：13回・62日（前年度比：1日減）
- 船橋競馬場：11回・48日（前年度比：1日減）
- 浦和競馬場：11回・49日（前年度比：5日増）

4場をあわせた売得金総額は1990億2108万2100円（前年度比：101.1%）で前年を上回ったが、総入場人員は142万6285人（前年度比：97.1%）で前年割れとなった。
ダートグレード競走の格上げやJRAとの指定交流競走の追加以外の変更事項は次のとおり（太字は3月6日発表の追加変更点）。東日本大震災の影響で開催日程を変更したほか、予定していた重賞競走も一部が中止・延期された。
1. 新設重賞として優駿スプリント（6月29日、大井競馬場・ダート1200m）、習志野きらっとスプリント（7月21日、船橋競馬場・ダート1000m）が追加。いずれもSIII。
2. 施行時期の変更によりマイルグランプリとゴールドカップの出走資格が3歳以上に変更（マイルグランプリは本年は2回施行される）。またロジータ記念とローレル賞が地方交流重賞競走に。
3. レディスプレリュードと戸塚記念、オーバルスプリントとユングフラウ賞の競走格付けをSIIに格上げ。トゥインクルレディー賞は廃止。
4. サンタアニタトロフィーの施行距離が1600mから1800mに変更。
5. サンタアニタトロフィーの出走資格に「海外招待馬」が追加。東京大賞典は外国馬の出走が認められる。
6. 負担重量設定の変更。サンタアニタトロフィーは別定に、ローレル賞は定量に変更。
7. 1着賞金額の発表。東京大賞典の1着賞金が1000万円減の7000万円になるなど、一部の競走で賞金額が減額される。ただしSIIに格上げされた戸塚記念のように賞金額が増額、または据え置かれる競走もある。

#### 愛知県競馬組合（名古屋競馬）・岐阜県地方競馬組合（笠松競馬）
競馬場ごとの開催実績と発売成績は以下の通り。
名古屋競馬場
開催実績：26回・122日（前年度比：1日減）
売得金総額は146億6384万9800円（前年度比：91.6%）、総入場人員は22万1526人（前年度比：94.8%）で、ともに前年割れ。
笠松競馬場
開催実績：21回・94日（前年度比：6日減）
売得金総額は108億7537万3300円（前年度比：98.3%）、総入場人員は11万9472人（前年度比：85.8%）で、ともに前年割れ。
名古屋競馬の主な変更点は次のとおり。
1. スーパージョッキーズトライアル第2戦を10月21日に実施。
2. 新設重賞として「名古屋でら馬スプリント」（6月24日、ダート800m・7月21日に船橋競馬場で施行の習志野きらっとスプリントの北陸・東海地区トライアル競走）を追加。
3. ジャパンブリーダーズカップ協会協賛による「HITスタリオンシリーズ（『HIT』は北陸・岩手・東海のアルファベット頭文字をとったもの）」（勝馬の馬主に「特定種牡馬への次年度の種付権」を付与する競走）の新設[注 1]。このシリーズ競走は北陸・岩手・東海の4競馬場での勝馬投票券の広互発売が行われる。
4. スカパー!『エキサイティング・グランプリ』チャンネルでの競走中継の実施。

#### 石川県、金沢市（金沢競馬）
県営・市営をあわせた開催実績は21回・78日（前年度比：6日減）。
売得金総額は95億7812万1800円（前年度比：102.1%）で前年を上回ったが、総入場人員は23万1091人（前年度比：88.8%）で前年割れとなった。
主な変更点では白山大賞典の総額賞金が増額され1着3100万円となること、「HITスタリオンシリーズ」の新設が挙げられる。

#### 兵庫県競馬組合（園田・姫路競馬）
本年度は姫路競馬場での開催がなく、全日程を園田競馬場で施行。競馬場ごとの開催実績は以下の通り。
- 園田競馬場：29回・163日（前年度比：17日増）
- 姫路競馬場： 開催なし（前年度比：18日減）

売得金総額は314億3180万2000円（前年度比：101.7%）で前年を上回ったが、総入場人員は57万65人（前年度比：97.7%）で前年割れとなった。
兵庫ダービーも園田競馬場で施行。また兵庫大賞典は5月5日、新設重賞として園田FCスプリントが6月23日に施行。

#### 福山市（福山競馬）
22回・96日開催（前年度比：11日増）。
売得金総額は83億6741万5100円（前年度比：110.0%）で前年を上回ったが、総入場人員は15万4424人（前年度比：95.0%）で前年割れとなった。

#### 高知県競馬組合（高知競馬）
19回・94日開催（前年度比：増減なし）。
売得金総額は71億4695万900円（前年度比：118.5%）で前年を上回ったが、総入場人員は5万7334人（前年度比：92.8%）で前年割れとなった。

#### 佐賀県競馬組合（佐賀競馬）
21回・101日開催（前年度比：増減なし）。
売得金総額は102億7074万800円（前年度比：98.5%）、総入場人員は33万2809人（前年度比：93.7%）で、ともに前年割れ。

#### 荒尾競馬組合（荒尾競馬）
12回・50日開催（前年度比：21日減）。
売得金総額は36億5290万300円（前年度比：75.3%）、総入場人員は6万3460人（前年度比：69.4%）で、ともに前年割れ。

##### 競馬開催の廃止
荒尾競馬組合は2011年12月23日をもって全ての競馬開催を終了し、競馬事業を廃止することを12月1日に発表。12月23日の第12回荒尾競馬5日目（全9競走）をもって、1928年の競馬場開設以来83年の歴史に終止符を打った。
なお、荒尾競馬場におけるJRAの場外発売（ウインズ荒尾）は引き続き行われているほか、他地区地方競馬の場外発売も2012年3月まで荒尾競馬組合が行った後、2012年4月より日本レーシングサービスが引継ぎ、施設名も「BAOO荒尾」に変更。場外発売所「ニューウェーブ大崎」は2012年3月で閉鎖された。

## できごと

### 1月
- 4日 -  川崎競馬第1競走で本多正賢（船橋）が落馬、頭部を強打し意識不明の重体に陥る。脳挫傷および顎骨折と診断、脳内出血も認められ緊急手術が行われた[10]。
- 5日 -  中山競馬第7競走で中舘英二がJRA史上4人目、現役では3人目の通算1万6000回騎乗を達成。
- 6日 -  『2010年度 JRA賞』の年度表彰受賞馬並びに受賞者を発表。
- 7日 -  笠松競馬第3競走で、2周目の最後の直線走路内に走路整備車両が進入。競走に重大な影響を与えたとして競走不成立となり、当該競走の勝馬投票券は全額返還となった[11]。
- 9日 -  韓国で期間限定騎乗中の内田利雄が釜山競馬第1競走で勝利し、日本国外で通算100勝を達成。武豊、倉兼育康に次いで3人目[12]。
- 11日 - 2010年度のNARグランプリが地方競馬全国協会から発表された[13]。
- 16日 - 降雪のため、中山競馬第4競走に組まれていた障害戦が中止されたほか、第1競走から第9競走までの発走時刻も最大61分繰り下げた（第10競走以降は通常通り）[14]。地方競馬は名古屋競馬が開催を中止した（代替競馬は行わない）[15]。
- 17日・18日 - 17日の笠松競馬が降雪の影響で開催中止。18日も積雪や走路等の凍結に伴う調教不十分として中止。代替競馬は1月22日に両日の編成馬から再編成を行い、出馬投票をやり直して実施。
- 22日
  - 小倉競馬第4競走で、グランローズが馬体重334kgで出走、JRA最少出走体重記録を37年ぶりに更新[16]。
  - 中山競馬第8競走で、江田照男（美浦）がJRA通算1万1000回騎乗を達成。

### 2月
- 11日 - 名古屋競馬は降雪のため開催を中止。代替開催も実施せず[17]。
- 12日 - 降雪のため、小倉競馬の第4競走以降が中止。中止分は2月14日に「続行競馬」として、出馬投票をやり直して施行。
- 13日 - 小倉競馬第4競走で、1着から9番人気→15番人気→6番人気の順で入線し、三連勝単式馬券の払戻金がJRA史上最高となる1950万7010円を記録。
- 19日 - 京都競馬第11競走で、騎手の熊沢重文（栗東）がJRA史上11人目（現役騎手8人目）となるJRA通算1万3000回騎乗を達成。

### 3月
- 11日　- 東日本大震災が発生（詳細は後述）。
- 13日
  - JRAがクレジットカードで勝馬投票券を購入できる「JRAダイレクト」を4月22日から導入すると発表。
  - 日本中央競馬会は3月27日の高松宮記念から、審議の対象馬が上位3着以内に入線している場合に限り、試験的に平地GI競走に限定して審議中にパトロールビデオを各競馬場のターフビジョン、ウインズのモニター及びCS放送のグリーンチャンネルで公開すると発表。
- 29日 - 社団法人ジャパンブリーダーズカップ協会は、既にホッカイドウ競馬で導入している「スタリオンシリーズ競走」を岩手・東海・北陸の各地区へ拡大し、HITスタリオンシリーズの名称で施行すると発表[18]（岩手競馬は地震の影響で当時開催中止となっており、詳細は未定となっていた）。

### 4月
- 19日 - 大井競馬第1競走で、騎手の的場文男（大井）が地方競馬現役最多、歴代2位となる通算6128勝を達成[19]。
- 23日 - 高知競馬第2競走でオリジナルステップ（高知）が1着となり、日本国内のサラブレッド系競走馬として史上最多となる通算44勝目を記録[20][21]。
- 24日 - 指定された5つの競走で1着馬をすべて当てる「5重勝単勝式馬券」（愛称：WIN5）がJRAダイレクトを含むインターネット限定で発売開始。
- 27日 - 地方競馬全国協会は、2012年のJBCを11月5日に川崎競馬場で開催すると発表。川崎での開催は2006年以来6年ぶり二度目[22]。なお、「JBCスプリント」はダート1400mで施行されるため、フルゲートの頭数が12頭に減る。
- 28日 - 北海道虻田郡洞爺湖町のメジロ牧場が、近年の成績不振や東日本大震災の影響で競馬開催が中止されたことにより賞金収入が途絶えたことなどを理由に解散・閉鎖すると発表、代表の北野雄二が東京都内で記者会見を行い「5月20日を目処にメジロ牧場を閉鎖」「現役所有馬36頭及び牧場などの資産を（他者に）譲渡する交渉を進めている」とした。

### 5月
- 1日 - 東京競馬第10競走で15番人気の馬が2着に入線し、同馬の複勝式の払戻金が東京競馬史上1位（JRA全体では史上7位）となる1万690円を記録[23]。
- 6日 - 競馬開催期間中に携帯電話を使って外部にツイッターで発信し、競馬の公正を害したとして騎手の濱田達也（船橋）に対し5月6日から5月19日まで実効10日間の騎乗停止処分。6日に騎乗予定だった2競走はいずれも騎手変更[24]。
- 9日 - 平成23年度の顕彰馬選定記者投票で、ウオッカを顕彰馬に選出。
- 11日 - 門別競馬第6競走でシーキングブレーヴ（牝2歳、父シーキングザダイヤ）が1着となり、2011年の新種牡馬産駒として中央・地方通じて初勝利を記録[25]。
- 12日 - 大井競馬第11競走（東京プリンセス賞）で、調教師の川島正行（船橋）は通算重賞勝利数が104となり、地方競馬の調教師として歴代最多となった[26]。
- 15日 - 日本中央競馬会は、京都競馬場の調整ルーム内で携帯電話を使ってツイッターを行いJRAの競馬施行規定に違反したとして、騎手の大江原圭（美浦）に対し15日から6月13日まで30日間の騎乗停止処分。
- 18日 - ダノンシャンティが引退し、種牡馬入りすると発表[27]。
- 22日
  - この日行われたWIN5で、JRA史上最高となる1億4685万110円の払戻金を記録。
  - 東京競馬第11競走（優駿牝馬）において第1位で入線したエリンコートは、最後の直線で内側に斜行し、第5位で入線したスピードリッパーの進路を狭めたとして審議となった。到達順位は変更されず確定したが、エリンコートに騎乗した後藤浩輝（美浦）に対し過怠金7万円の処分。
- 24日 - 地方競馬全国協会は、2011年度第1回調教師・騎手免許試験の合格者を発表[28]。ただ1人騎手試験に合格した小平健二は2007年までホッカイドウ競馬に所属していたが、その後騎手免許を返上しており、4年ぶりの再デビューとなる。このほか、調教師合格者は騎手からの転身となる平山真希など9名、調教師補佐にはこちらも騎手からの転身となる矢吹誠など7名が合格した。いずれも、6月1日付で免許取得となる。
- 25日・26日 - 門別競馬場で濃霧が発生したため、第8競走と第10競走以降が取りやめ。既に発売していた勝馬投票券は全額返還[29][30]。翌26日も濃霧のため第9競走以降が取りやめとなり、既に発売していた勝馬投票券が全額返還された。両日とも、続行競馬は行わない[31][32]。

### 6月
- 1日 - デビュー前でまだ名前が付けられていない2歳牝馬が突然暴れ出し、川崎競馬場の練習馬場から公道へ逃げ出した。同馬は横浜市鶴見区内の国道1号線を約6km走ったところで厩舎関係者及び神奈川県警の警察官に取り押さえられて保護されたが、この際自転車で通行していた男性2名が逸走馬と接触して負傷したほか、馬も逃走中に脚を負傷して治療を受けた[33]。
- 5日 - 東京競馬第11競走（安田記念）で、戸崎圭太（大井）が中央競馬のGI競走で初勝利を記録。地方競馬所属の騎手による中央競馬のGI・JpnI競走勝利は4人目となった[34]。
- 7日 - 門別競馬第12競走（北海優駿）で、騎手の宮崎光行（北海道）と調教師の堂山芳則（北海道）がともに3年連続で同レースを勝利[35]。
- 11日 - 新潟競馬で、1日にダート1700mのレコードタイムが2回更新された。まず第2競走でアキノモーグル（牡3歳）が1分46秒7で1着となり、従来の記録を約10年ぶりに更新すると、続く第7競走（サラ系4歳以上500万下、13頭立て）でマカリオス（牡4歳）が更に0秒1更新する1分46秒6を記録した。同じ日にレコードタイムが2回更新されたのは2007年6月17日、阪神競馬での芝外回り1800m以来、4年ぶり。
- 12日
  - 阪神競馬第3競走で、幸英明（栗東）が史上15人目、現役では9人目となるJRA通算1万2000回騎乗を記録。武豊を抜いてJRA史上最速・最年少での達成。
  - 帯広競馬第5競走でゴールデンバージ（牡14歳）が1着となり、ばんえい史上最高齢勝利を記録[36]。
- 16日 - 愛知県競馬組合は、所属騎手の山本茜が6月20日から約半年間の予定で、 韓国・釜山慶南競馬場で期間限定騎乗を行うと発表[37]。
- 18日
  - 中山競馬第5競走に日本中央競馬会日高育成牧場で生産されたダイヤモンターニャ（牝2歳）が出走。JRAホームブレッドとなる生産馬の中央競馬出走は初めて。
  - 阪神競馬第11競走で、福永祐一（栗東）がJRA史上20人目、現役騎手としては12人目となる通算1万1000回騎乗を記録。幸英明を抜いて史上最速での達成。
- 19日
  - 調教師の秋山雅一（美浦）が中山競馬第1競走に管理馬トーセンティアラを出走させ、これを最後に勇退。
  - 阪神競馬第5競走でダローネガ（牡2歳、父：ダイワメジャー）が1着となり、2011年の新種牡馬産駒として中央競馬での初勝利を記録[38]。
- 26日 - この日行われたWIN5で、JRA史上最高払戻顎、及びWIN5最高払戻限度額となる2億円が記録されたほか、4月24日にWIN5が始まって以来初めてとなる4億6700万円余りが次週に繰り越し（キャリーオーバー）となった。
- 27日 - 日本中央競馬会は外国人騎手に対する短期免許交付に関するルールを設定、免許期間中に2回以上の騎乗停止処分を受けた場合、または制裁点数が30点を超えた場合などは次年度の短期免許を交付しないと発表。適用は2011年から[39]。

### 7月
- 8日 - 勝馬投票券の発売・払戻システムに障害が発生したため、川崎競馬の全競走が中止[40]。代替開催は行わない[41]。
- 13日 - 笠松競馬第9競走で、調教師の森秀行（JRA栗東）はJRA所属の調教師としては異例となる地方競馬通算150勝を記録[42]。
- 14日 - 門別競馬第11競走（赤レンガ記念）で1着から7番人気→14番人気→3番人気の順で入線し、三連勝単式馬券の払戻金がホッカイドウ競馬史上最高となる514万9450円を記録[43]。
- 20日 - 台風6号接近のため、名古屋競馬が開催を中止（代替開催は実施しない）[44]。また20日と21日に開催を予定していた園田競馬は1日ずつ順延され、21日と22日に開催[45]。
- 23日
  - 新潟競馬第4競走で4頭が落馬、競走中止となるアクシデント。
  - 7月13日の大井競馬第11競走（ジャパンダートダービー）で第3位に入線したクラーベセクレタ（牝3歳）から禁止薬物のカフェインが検出され、特別区競馬組合は競馬法違反の疑いで警視庁に通報、あわせて同馬を失格処分にした。なお、的中した勝馬投票券はそのまま有効とされた。地方競馬の重賞競走で薬物使用による失格馬が出たのは初めて[46]。
- 24日 - 福山競馬第3競走でモナクカバキチ（牡12歳）が1着となり、地方競馬平地最多タイ記録（地方競馬全国協会に記録が残っている1962年以降）となる通算54勝目を記録[47]。
- 30日 - 函館競馬第8競走の馬場入場後にタイセイフレイヤ（牝6歳）が左寛跛行を発症し転倒した際、騎手の三浦皇成（美浦）が馬から投げ出され両太股及び左肘を打撲。第12競走は騎手変更に。

### 8月
- 7日 - 函館競馬第7競走で、騎手の藤田伸二（栗東）がJRA史上8位となる通算1768勝を記録[48]。
- 14日 - 小倉競馬第2競走で、騎手の佐藤哲三（栗東）が中央競馬史上24人目、現役では16人目となる通算1万回騎乗を記録。
- 17日 - 岐阜県地方競馬組合は、2月16日の笠松競馬第1競走で第2位入線馬から禁止薬物の「フェニルピラゾロン誘導体」が検出され失格となった件について、調教師の井上孝彦に対し戒告及び賞典停止40日の処分を行ったと発表[49]。
- 19日 - 騎手の武幸四郎が京都市東山区内の飲食店で男に殴打され、左ほおを骨折。20日と21日に小倉競馬場で騎乗予定だった5鞍が乗り替わりとなった[50]。殴打した36歳の男は22日午後に京都府警東山署に自ら出頭し、傷害容疑で逮捕。

### 9月
- 3日 - 新潟競馬第6競走で、騎手の田中勝春（美浦）がJRA史上7人目、現役騎手では6人目となる通算1万5000回騎乗を記録。
- 4日
  - WIN5で、4月24日の開始以来初めてとなる「的中なし」の結果に。次週の繰越（キャリーオーバー）額は約8億5200万円余りに上った。
  - 札幌競馬第8競走で、騎手の四位洋文（栗東）がJRA史上21人目、現役騎手では13人目となる通算1万1000回騎乗を記録。
- 10日 - 阪神競馬第5競走で、騎手の和田竜二（栗東）がJRA史上25人目、現役騎手では17人目となる通算1万回騎乗を記録。また中山競馬第8競走では、騎手の吉田豊（美浦）がJRA史上22人目、現役騎手では14人目となる通算1万1000回騎乗を記録。
- 12日 - 荒尾競馬場内で42歳の男性厩務員が4歳の牡馬に蹴られ、頸椎損傷の重傷[51]。
- 15日 - 平成23年度第2回新規騎手及び調教師試験の合格発表が行われ、騎手1名、調教師補佐2名、調教師3名が合格した。いずれも兵庫所属で、このうち厩務員から騎手に合格した笹田知宏はJRA調教師の笹田和秀（栗東）の次男であり、祖父は元JRA調教師の伊藤雄二である。いずれも9月23日付で免許交付となる[52][53]。
- 21日 - 台風15号の影響で、笠松競馬と船橋競馬がともに全競走を中止。いずれも代替開催は実施しない[54][55]。また、園田競馬は第1競走と第2競走を中止。第1競走と第2競走の投票券は全額返還し、第3競走以降は予定通り開催した[56]。
- 26日 - 日本中央競馬会は緊急記者会見を行い、暴力団関係者と交際していたとして、河野通文（美浦）の調教師免許を同日付で剥奪したと発表[57]。

### 10月
- 2日 - 中山競馬第11競走（スプリンターズステークス）の発走直前にビービーガルダン（牡7歳）が騎乗していた佐藤哲三を振り落として逸走、コースを3周するアクシデントが発生した。これにより第11競走の発走が定刻より約12分遅延したほか、続く最終第12競走も15分遅れで発走した。また、ビービーガルダンは疲労が著しいとして競走除外となり関係する投票券が返還となったほか、佐藤も振り落とされた際に左肋骨を骨折したため鎌ケ谷市内の病院へ搬送された。
- 8日 - 10月4日にJRA顕彰馬のシンボリルドルフが死亡したため、判明直後の競馬開催であるこの日、東京競馬第11競走のペルセウスステークス[58]、京都第11競走のオパールステークス[59]、「シンボリルドルフ追悼競走」と副題を付して、追悼競走が実施された[60]。
- 13日 - ナカヤマフェスタが2011年凱旋門賞を最後として現役を引退し、種牡馬入りすると管理する二ノ宮敬宇（美浦）自らが表明[61]（その後11月2日付で競走馬登録抹消）。
- 17日 - 日本中央競馬会は2012年（平成24年）の中央競馬開催日程並びに要項計画を発表。
- 20日 - 平成24年度のJRA新規騎手及び調教師免許第1次試験の合格発表が行われ、地方競馬からの移籍を目指していた戸崎圭太（大井）は不合格となった。
- 23日 - 京都競馬第11競走（菊花賞）でオルフェーヴル（牡3歳）が1着となり、2005年のディープインパクト以来、史上7頭目となる日本競馬クラシック競走三冠（皐月賞、東京優駿（日本ダービー）、菊花賞）馬となった[62]。
- 25日 - 午前7時45分頃（JST）、愛知県競馬組合弥富トレーニングセンターで、47歳の男性厩務員が調教準備の運動中に暴れ出した2歳牡馬から落馬。コンクリートの地面に投げ出された際に頭部を強打し、意識不明の重体に。厩務員はヘルメットを着用して騎乗していたが、暴れた際に脱げたものと見られる[63]。
- 31日
  - 日本中央競馬会は、2012年度の競馬学校騎手課程第31期生の入学試験合格者を発表。合格者の中には木幡初広の次男（→木幡巧也、1年留年の為卒業は翌2013年度入学の第32期生と同期）や、鮫島克也の息子で鮫島良太の弟（→鮫島克駿）が含まれている。
  - 帯広競馬第7競走で、1着から8番人気→4番人気→10番人気の順に入線し、三連勝単式馬券の払戻金がばんえい競馬史上最高額となる123万9480円を記録[64]。

### 11月
- 2日 - エリザベス女王杯（GI）に出走を予定していたレッドディザイア（牝5歳）が調教後に鼻出血を発症したため出走を取り止めるとともに、このまま現役を引退して繁殖入りすると発表[65]。また、天皇賞・秋のレース中に右前けい靱帯不全断裂を発症し、競走を中止したメイショウベルーガ（牝6歳）は競走能力喪失と診断されたためそのまま引退し、繁殖入りすることも明らかになった[66]。
- 8日 - 2010年3月に引退し、その後 アイルランドでの復帰を目指し6月にアイルランド入りしていた元ホッカイドウ競馬所属のコスモバルク（牡10歳）が、同国での調整中に右前肢の屈腱炎を発症したため復帰を断念していたことが明らかになり、この日北海道新冠郡新冠町内の牧場に帰厩した。今後はこの牧場で余生を過ごす[67]。
- 10日 - 愛知県競馬組合弥富トレーニングセンターに所属する42歳と40歳の男性厩務員2人が、覚醒剤取締法違反（共同所持）の疑いで愛知県警南署に逮捕。
- 15日 - 11月13日に行われたエリザベス女王杯で2着に入線したアヴェンチュラ（牝3歳）がエリザベス女王杯のレース中に両前脚を骨折していたことが明らかに。全治は不明。
- 17日 - 門別競馬第12競走（道営記念）を制したショウリダバンザイ（牝4歳）を所有する馬主の林正夫は同競走を騎手時代に3勝、調教師時代に2勝しており、同一重賞を騎手・調教師・馬主としてそれぞれ勝利[68]。
- 28日 - 福山競馬と高知競馬は、新たに中四国連携重賞競走として12月17日に高知競馬場で「第1回久松城賞」（距離1400m）を、2012年3月12日に福山競馬場で「第1回大高坂賞」（距離1800m）をそれぞれ開催すると発表[69]。

### 12月
- 1日 - 神奈川県川崎競馬組合は、所属調教師の足立勝久が2011年11月30日付で引退したと発表[70]。
- 12日
  - 地方競馬全国協会は、2006年から開催してきた「レディースジョッキーズシリーズ」（略称：LJS）について、2012年度は開催を休止すると発表した。女性騎手の引退が相次ぎ、参加騎手が年々減少しているため[71]。
- 15日
  - 日本中央競馬会は、地方競馬の施設を利用してJRAの勝馬投票券の発売と払戻を行っている盛岡・横手・種市など9ヵ所の場外発売施設の名称を2012年1月からこれまでの「○○場外」から「ウインズ○○」に統一すると発表。
  - 川崎競馬第6競走で第4位に入線したイシノマドンナ（牝8歳）に騎乗した丸山元気（JRA美浦）は、前検量した鞍などを取り違え、後検量の際に負担重量を2.3kgオーバーした。これにより公正保持のため、その後騎乗する予定だった2鞍を騎手変更された他、12月16日から29日まで実効10日間の騎乗停止処分を受けたが、丸山は既に12月10日の中山競馬第1競走で開催日4日間の騎乗停止処分を受けていたため、JRAは翌12月16日に裁定委員会を開き、12月16日から2012年1月7日まで騎乗停止期間を延長した[72]。
- 19日 - JRAは、騎手の鷹野宏史が12月20日をもって引退すると発表。今後は栗東・藤沢則雄厩舎で調教助手として活動する予定[73]。
- 20日 - JRAは、元調教師の池江泰郎が文部科学省からスポーツ功労者として顕彰されたと発表。
- 25日
  - 2011年度の中央競馬が全日程を終了。最多勝利騎手は133勝を挙げた福永祐一（栗東）が初の栄冠に輝いた。福永の父・洋一も1970年から9年連続でリーディングジョッキーを獲得しており、JRA史上初の「親子リーディングジョッキー獲得」となった。また最多勝利調教師は秋華賞を制したアヴェンチュラ（牝3歳）などを管理している角居勝彦（栗東）が59勝を挙げ、これも初の獲得となった。一方武豊（栗東）は今年度はJRAでのGI勝利がなく、1988年から続いていたGI競走の連続勝利記録が23年でストップした[74]。
  - 降雪のため、金沢競馬が開催を中止し、翌26日に順延[75]したが、翌日も降雪のため結局第2競走以降を取りやめた[76]。なお、26日の中止分は2日後の28日に代替開催した[77]。
- 27日 - JRAは騎手の加藤士津八（美浦）が今月31日付で現役引退すると発表した。今後は実父の和宏厩舎にて調教助手に転向する予定。
- 28日
  - ヴィクトワールピサ（牡4歳）が引退し、種牡馬入りすると管理調教師の角居勝彦（栗東）が明らかに[78]。
  - 金沢競馬の存廃を審議する『金沢競馬経営評価委員会』が石川県庁で行われ、「来年（2012年）度の収支均衡の達成が見込まれる」などとして、2012年度も石川県競馬事業の継続と金沢競馬場の存続が決定した。
- 31日
  - 特別区競馬組合は、7月13日に行われた第13回ジャパンダートダービーでレース後に禁止薬物のカフェインが検出され失格処分の制裁を受けたクラーベセクレタ（牝3歳）の管理調教師である川島正行（船橋）に対し、戒告及び賞典停止30日の処分を行ったことを発表した[79]。
  - ばんえい競馬の厩務員だった舘澤直央が騎手試験に合格し、1月7日以降にデビューすることとなった。

### 東日本大震災関連

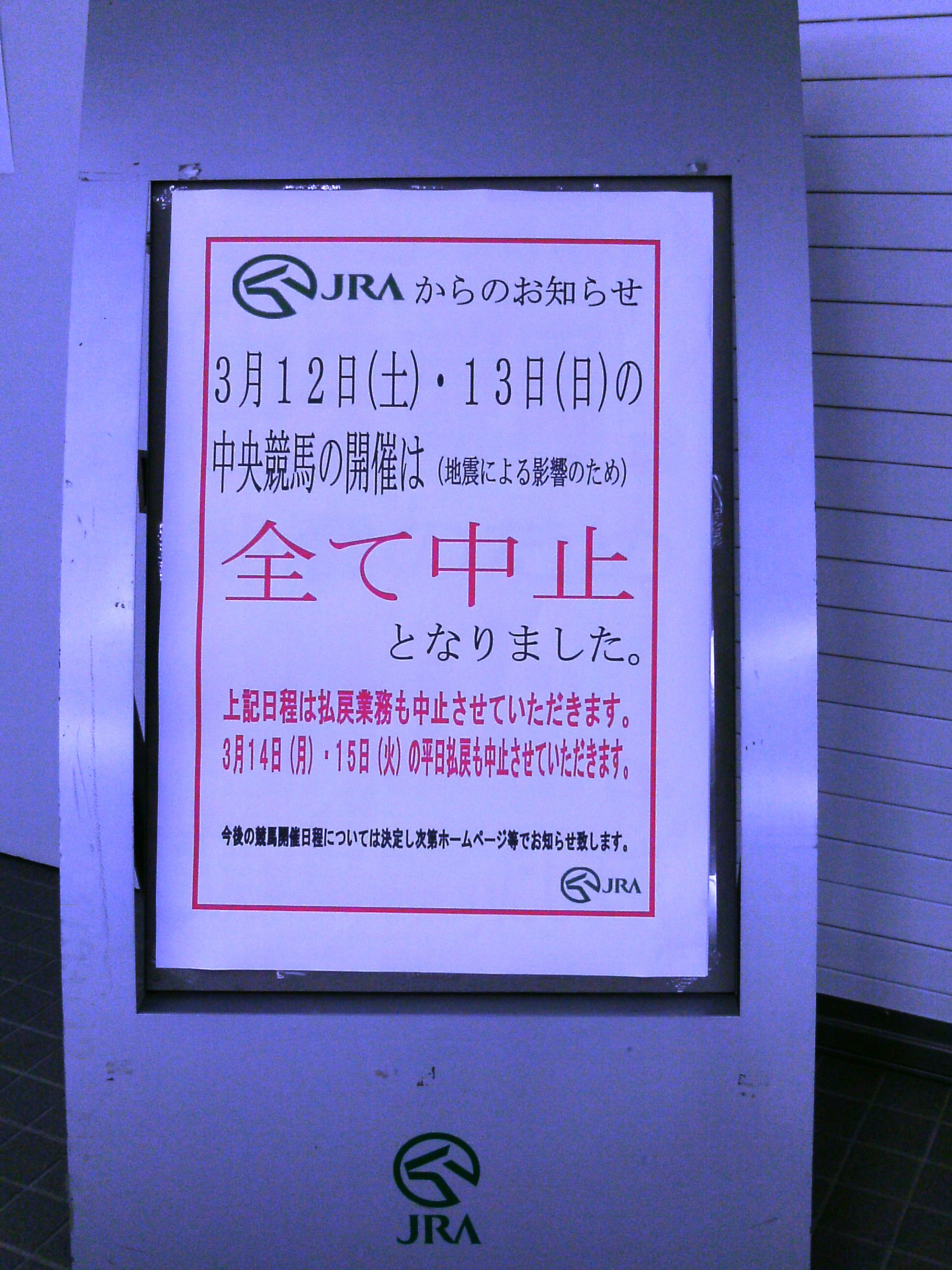
3月12日・13日の中央競馬開催中止を伝える掲示（ウインズ梅田にて撮影）

中央競馬では、2011年3月11日に発生した東北地方太平洋沖地震（東日本大震災）の影響で、12日と13日に予定していた中山競馬場・阪神競馬場・小倉競馬場の全競走が中止された。
最も大きな被害を受けた福島競馬場では、スタンドの天井が一部で崩落するなど施設が激しく損傷したほか、東京電力福島第一原発事故の影響で馬場の除染や芝コースの張替えも余儀なくされた。中山競馬場でもスタンドの一部で天板が落下したり漏水するなどの被害が出たほか、東京競馬場でも被害が出た。
当初は中山も含めた代替競馬の日程を発表したJRAは日を追うごとに深刻さを増す地震や津波の被害が明らかになると方針を転換し、開催中止を含む大幅な日程変更を発表した。
3月19日から27日まで5日間の開催は「東北関東大震災被災地支援競馬」として実施し19・20日は阪神・小倉、21日は阪神のみ（12日の中止分）、26・27日は阪神・小倉（12・13日の中止分）で開催した。
また、ダービーデーと夏季競馬における薄暮開催を含めた、4月下旬以後の発走時間延長は電力事情に配慮し、すべての競馬場で取りやめることを発表し、予定していたダービーデーと安田記念デーの1日2重賞の開催も、当該GⅠのみを日曜に開催する「土・日分割」に変更された。
2011年の開催をすべて中止した福島競馬場では本馬場の除染（ダートコースの砂入れ替え・芝コースの張り替え）や損傷した施設の復旧工事を施し、2012年4月7日より競馬開催を再開した。
地方競馬でも盛岡競馬場、水沢競馬場、船橋競馬場で施設に被害があり、震災当日に開催を行っていた大井競馬場では途中でレースを打ち切った。特に被害の大きかった盛岡・水沢競馬場での競馬を主催する岩手県競馬組合は当時存廃問題に揺れており、第24回マイルチャンピオンシップ南部杯の開催をJRA・東京競馬場に振り替えざるをえなかったものの、施設の修繕費などを地方競馬全国協会が支援するなどの経費削減に努めた結果、県競馬そのものが廃止される事態は免れた。

#### 競走日程の変更
主場開催である中山競馬を合計12日間連続で中止したことにより、GIを含む重賞競走やクラシックに向けたトライアル競走も大幅に変更された。変更の対象となった重賞競走、変更後の日程は下表の通り。
| 競走名                         | 格付   | 当初予定       | 変更後         | 備考                   |
| ------------------------------ | ------ | -------------- | -------------- | ---------------------- |
| 中京記念                       | GIII   | 3月12日・小倉  | 3月20日・小倉  |                        |
| 阪神スプリングジャンプ         | J・GII | 3月12日・阪神  | 3月21日・阪神  |                        |
| 中山牝馬ステークス             | GIII   | 3月13日・中山  | 4月2日・阪神   |                        |
| フィリーズレビュー             | GII    | 3月13日・阪神  | 3月21日・阪神  |                        |
| フラワーカップ                 | GIII   | 3月19日・中山  | 3月26日・阪神  |                        |
| スプリングステークス           | GII    | 3月20日・中山  | 3月26日・阪神  | 「フジテレビ賞」を外す |
| 日経賞                         | GII    | 3月26日・中山  | 4月2日・阪神   | 距離を芝2400mに変更    |
| マーチステークス               | GIII   | 3月27日・中山  | 4月10日・阪神  |                        |
| ダービー卿チャレンジトロフィー | GIII   | 4月3日・中山   | 4月3日・阪神   |                        |
| ニュージーランドトロフィー     | GII    | 4月9日・中山   | 4月9日・阪神   |                        |
| 中山グランドジャンプ           | J・GI  | 4月16日・中山  | 7月2日・中山   | 距離を芝4260mに変更    |
| マイラーズカップ               | GII    | 4月16日・阪神  | 4月17日・阪神  |                        |
| 皐月賞                         | GI     | 4月17日・中山  | 4月24日・東京  |                        |
| 福島牝馬ステークス             | GIII   | 4月23日・福島  | 4月23日・新潟  |                        |
| フローラステークス             | GII    | 4月24日・東京  | 4月23日・東京  |                        |
| 目黒記念                       | GII    | 5月29日・東京  | 5月28日・東京  |                        |
| ユニコーンステークス           | GIII   | 6月5日・東京   | 6月4日・東京   |                        |
| ラジオNIKKEI賞                 | GIII   | 7月3日・福島   | 7月3日・中山   |                        |
| 七夕賞                         | GIII   | 7月10日・福島  | 7月10日・中山  |                        |
| マイルチャンピオンシップ南部杯 | JpnI   | 10月10日・盛岡 | 10月10日・東京 | JRA主催で施行          |
| 福島記念                       | GIII   | 11月20日・福島 | 11月20日・新潟 |                        |

上記のほか、中山で施行予定だった特別競走のうち「アネモネステークス（桜花賞トライアル）」と「ペガサスジャンプステークス」は取りやめとなった。

#### 被災地支援競走
JRAは下表の競走を「被災地支援競走」として施行。いずれも「JRAプレミアムレース」を取りやめ、売上の5%相当額（払戻金に上乗せされる予定だった額）を拠出する。また、ダービー・安田記念当日の最終競走はそれぞれ重賞競走（脚注参照）がプレミアム→被災地支援競走に予定されていたが、日程変更措置により最終競走の「1日2重賞」とはせず、前日に開催し、被災地支援レースには別の平地特別競走を割り当てた。地方競馬でも、時系列中で示した各組合が被災地支援競走に準ずる支援を行っている。
| 競走名           | 条件/格付 | 施行日・競馬場 |
| ---------------- | --------- | -------------- |
| 毎日杯           | GIII      | 3月27日・阪神  |
| マーチステークス | GIII      | 4月10日・阪神  |
| きずな賞         | 1600万下  | 4月24日・東京  |
| いぶき賞         | オープン  | 5月1日・京都   |
| みらい賞         | 1600万下  | 5月8日・東京   |
| 新潟大賞典       | GIII      | 5月8日・新潟   |
| きぼう賞         | 1600万下  | 5月15日・東京  |
| のぞみ賞         | 1600万下  | 5月22日・東京  |
| つばさ賞         | オープン  | 5月29日・東京  |
| ひかり賞         | 1600万下  | 5月29日・東京  |
| ゆうき賞         | 1000万下  | 6月26日・阪神  |

#### 3月
- 11日
  - 日本中央競馬会は12日・13日に開催予定だった中山・阪神・小倉の全レースを中止（払戻業務も全競馬場・ウィンズを含め平日払戻となる3月15日まで取りやめ）。トライアル競走のアネモネステークス、重賞の阪神スプリングジャンプ・中京記念・フィリーズレビュー・中山牝馬ステークスも含まれる。JRAで全レースを中止したのは2007年8月18日・19日に馬インフルエンザ感染拡大のため中止して以来。これに伴い、競馬週刊誌『週刊競馬ブック』『週刊Gallop』はいずれも3月19日・20日号の発行を取りやめた。
  - 南関東公営競馬では11日に開催中だった大井競馬が第10競走以降を中止した[98]ほか、船橋競馬は地震で馬場に液状化現象が発生し使用不能になったため、14日から18日まで予定していた2010年度第12回開催を中止。代替開催は行わず、期間中に施行予定だった交流重賞のダイオライト記念は5月2日に延期[99]。
  - 高知競馬は12日と14日の開催を中止[100]。14日に施行予定だった交流重賞の黒船賞も中止された。代替開催は行わない。
  - 帯広競馬場のばんえい競馬も、12日の開催を中止した[101]。代替開催は15日に出馬投票をやり直さず実施した[102]。
- 14日 - 日本中央競馬会は被災地に対する義援金として1億円を寄付すること、12日及び13日の開催中止分について代替競馬の日程を発表。12日の2回中山競馬5日目及び1回阪神競馬5日目を3月21日（春分の日）に、2回小倉競馬5日目・6日目をそれぞれ3月26日・27日に開催するとしたほか、2回中山競馬6日目と1回阪神競馬6日目の代替開催については「後日日程を決める」とした。21日の開催では中山牝馬ステークス（中山）・阪神スプリングジャンプとフィリーズレビュー（阪神）、20日には中京記念（小倉）と延期になった重賞競走をそれぞれ施行するとされた。
- 15日
  - 日本中央競馬会は「安定的な競馬施行に支障が生じる」として、中山競馬場での競馬開催を3月中は中止すると発表。これに伴い、中山競馬場で施行予定だった重賞競走はフラワーカップ（GIII）が3月26日に阪神競馬第12競走で、フジテレビ賞スプリングステークス（GII）は競走名から「フジテレビ賞」が外れ、3月26日の阪神競馬第11競走で施行した。また、3月12日に施行予定だった桜花賞トライアルのアネモネステークスは取りやめとなった。
  - 岩手県競馬組合は、3月19日から21日までと3月26日から28日まで実施予定だった2010年度第14回水沢競馬（特別開催）を中止[103]。
  - 埼玉県浦和競馬組合も、3月21日から25日まで予定していた浦和競馬の2010年度第12回開催を中止すると発表。代替開催も実施しない。期間中の23日に施行予定だった第57回桜花賞（SI）も中止[104]。
  - 兵庫県競馬組合は3月15日から31日までの開催を「東日本大震災被災地支援シリーズ」として実施、売上金のうち100万円に義援金を加えて被災地に寄付することを決めた。

- 16日

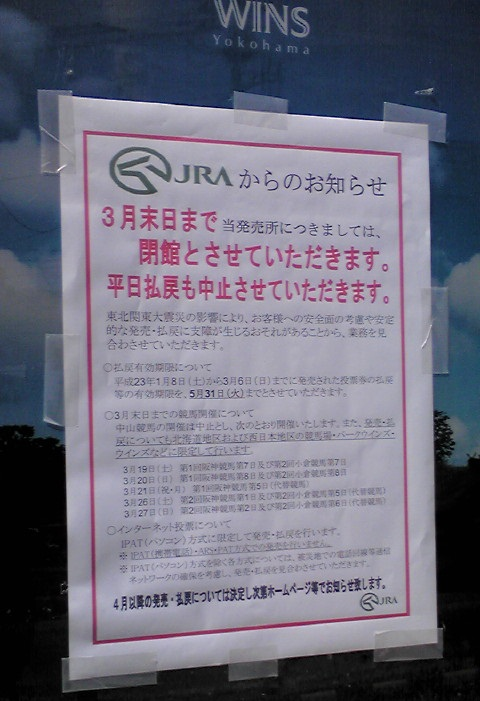
ウインズ一時閉館を伝えるポスター （ウインズ横浜にて撮影）

  - 日本中央競馬会は、北海道を除く東日本地区の全発売所（競馬場・ウインズ・エクセル、盛岡競馬場・水沢競馬場など地方競馬施設に設置した場外発売所も含む）における勝馬投票券の発売・払戻業務及び平日払戻サービスを3月末まで実施しないと発表。4月以降は「決定次第発表する」とした。インターネット投票も回線事情に配慮し、パソコンを使用したIPAT方式に限定して発売。これに伴い、2011年1月8日から3月6日までに発売された勝馬投票券の払戻有効期限を5月31日まで延長（通常は60日間）することもあわせて発表。
  - 南関東公営競馬は東京電力管内で実施される計画停電の影響により、浦和・船橋・大井・川崎の各競馬場及び場外発売所での払戻業務を3月18日をもって当面休止すると発表。また、3月14日以降に払戻期限を迎える勝馬投票券は当面の間有効期限を延長すると発表。なお、払戻再開時期及び有効期限の延長期間は「決定次第発表する」としている[105]。
- 17日
  - 日本中央競馬会は、3月中に開催される阪神競馬及び小倉競馬を「東北関東大震災被災地支援競馬」として実施することを決定。概要は以下の通り。
    - 売上金の一部を被災地支援のため拠出する。
    - 日本馬主協会連合会・日本調教師会・日本騎手クラブの各団体から義援金を拠出する。加えて3月19日から21日までの全競走を対象に、1出走及び1騎乗あたり3千円から3万円を拠出する。
    - 3月19日から21日までの阪神競馬及び3月19日・20日の小倉競馬は「フリーパスの日」として入場無料とし、総入場料相当額を支援のために拠出する。また両競馬場とも当該期間は騎手が喪章を付けて騎乗すると共に、最終レース終了後には騎手全員が参加して募金活動を実施する。更に競走ゼッケンのチャリティ販売を行い、売上金を寄付する。
    - 北海道・西日本地区の各競馬場・ウインズで来場者を対象に募金活動を実施する。
    - 3月19日は阪神・小倉両競馬場及びJRAの各事業所で黙祷を実施。
    - 当面の間、阪神・小倉両競馬場では半旗を掲揚すると同時に、入場行進曲を自粛する。
    - 各競馬場・ウインズ共に3月19日以降、予定されていたイベントをすべて自粛する。

  - 高知競馬も、3月19日・20日及び3月26日・27日の開催を「東日本被災地復興支援シリーズ」として実施することを決めた。開催収益から80万円を寄付すると共に、高知競馬場及び高知県内の場外発売所に義援金箱を設置し、集まった義援金は復興支援のために寄付された[106]。
- 22日
  - 日本中央競馬会は「安定的な競馬施行に支障が生じるおそれがある」として、4月2日から17日まで開催予定だった第3回中山競馬を、また福島競馬場の被害が甚大として4月9日から24日まで開催予定だった第1回福島競馬をそれぞれ中止すること、4月2日から10日まで第2回小倉競馬を引き続き開催することをあわせて発表。中山競馬場で開催予定だった重賞競走のうち、皐月賞（GI）は4月24日に東京競馬場で、中山グランドジャンプ（J・GI）を除くその他の重賞競走はすべて阪神競馬場で開催された。また3月26日から4月2日に日程が変更された日経賞（GII）は施行距離が芝2400mに変更された。
  - 特別区競馬組合は、3月28日から4月1日まで予定していた平成22年度第22回及び平成23年度第1回大井競馬の開催を中止すると発表[107]。代替開催も実施しない。これに伴い、3月31日に施行予定だった京浜盃（SII）は4月18日に変更、3月30日に施行予定だったマイルグランプリ（SII）は中止した。大井競馬では4月18日から22日までの第2回開催を「復興支援競馬」として実施[108]。
- 25日 - 千葉県競馬組合は、4月4日から8日まで予定していた船橋競馬の開催を中止すると発表。船橋での開催中止は2開催連続となり、南関東地区全体でも4開催連続の中止となる。代替開催は未定。また岩手県競馬組合も、4月2日から5月9日まで予定していた水沢競馬の平成23年度第1回から第3回開催を中止することを決定した[109]。

#### 4月
- 1日 - 日本中央競馬会は、4月16日・17日に第3回小倉競馬を追加開催すると発表。24競走中18競走がダートコースで施行[110]。
- 2日 - 日本中央競馬会は電話投票・インターネット投票について、震災に伴う電話回線などの通信事情に配慮しパソコンを使用したIPAT方式に限定して発売していたが、この日以降すべての方式で発売を再開[111]。
- 5日
  - 日本中央競馬会は4月9日・10日に施行する第2回阪神競馬・第2回小倉競馬の東日本地区（北海道を除く）における発売及び払戻について、新潟競馬場と高崎場外発売所に限定して実施すると発表。新潟競馬場では阪神・小倉の全競走、高崎場外は第7競走以降の後半6レースを発売する。また、4月30日から開催予定だった第1回新潟競馬を1週前倒し、4月23日から開催することも合わせて発表。これに伴い、福島競馬の開催中止で施行日が未定となっていた福島牝馬ステークス（GIII）は4月23日に新潟競馬場で施行。さらに3月27日に施行された毎日杯、4月10日に施行されたマーチステークスと同様に、4月24日から6月26日までの期間中にGI競走を施行する競馬場での最終競走、および5月8日の新潟大賞典（GIII）を「被災地支援競走」として実施。いずれも「JRAプレミアムレース」は取りやめ、売上の5%相当額（払戻金に上乗せする予定だった額）を義援金として拠出。
  - 南関東地区の4主催者（特別区競馬組合・神奈川県川崎競馬組合・埼玉県浦和競馬組合・千葉県競馬組合）は、東北地方太平洋沖地震の影響で中止していた競馬開催を、4月12日の第1回川崎競馬より「復興支援競馬」として順次再開すると発表[112][113][114]。第1回川崎競馬は当初予定を1日短縮して4日間開催としたほか、大井と川崎のナイター開催、浦和の薄暮開催は取りやめ、すべての競馬場が昼間開催で施行。また節電のため1日のレース数を削減するほか、一部のスタンドや大型ビジョンの使用も取りやめた。各競馬場とも、売上の1%相当額を義援金として拠出。
- 6日
  - 日本中央競馬会は第2回東京・第3回京都・第1回新潟の各競馬番組を発表し、第71回皐月賞（GI）は4月24日（第2回東京競馬2日目）に第11競走で施行することを決定。これに伴い、当初24日に施行予定だったオークストライアルのフローラステークス（GII）は4月23日（第2回東京競馬1日目）第11競走に変更。また、当初「準薄暮競馬」としてメイン競走を第10競走に予定していた第3回京都競馬（第1日-第8日）と5月1日の第1回新潟競馬（第4日）は通常の時間割に戻され、メイン競走も第11競走に変更。
  - 南関東地区の4主催者（特別区競馬組合・神奈川県川崎競馬組合・埼玉県浦和競馬組合・千葉県競馬組合）は東日本大震災の影響を考慮し、2011年1月11日から3月11日までに発売した勝馬投票券の払戻有効期間を5月31日まで延長すると発表[115]。対象となる発売所で期間中に広域場外発売された他主催者の投票券も、同様に延長される。
- 12日 - 日本中央競馬会は4月16日・17日に行われる第2回阪神競馬及び第3回小倉競馬について、東北地方及び施設に損傷のあったウインズ新宿を除く全国の競馬場・ウインズ等で発売・払戻を行うと発表。新潟競馬場と高崎場外では全レースを発売、これ以外の関東地区における競馬場・ウインズ等では第7競走以降の後半6レースに限定して発売。また、皐月賞（GI）の前々日（金曜日）発売を行わないことも合わせて発表。また、WIN5の売上から払戻金と国庫納付金を除いた全額を、義援金として拠出することもあわせて発表。
- 14日 - 岩手県競馬組合は、震災の影響で開幕を延期している2011年度の競馬開催や施設復旧の見通しについて発表。水沢競馬場は震災で被災したスタンドなどの施設が7日に発生した大きな余震でさらに損傷したため大規模な修復工事が必要で、水沢競馬の再開は早くても12月以降となる見通し。当面は盛岡競馬場のみで開催することとし、開幕は5月14日を目標としている。地震による大津波で建物が流された場外発売所「テレトラック釜石」は再開を断念し、再建しないこともあわせて発表した（→その後、釜石は民間委託による再建に方針転換、2014年に同地で再開している。岩手県競馬組合#略史を参照）。
- 18日 - 岩手県競馬組合は東日本大震災の影響で停止していた払戻業務について、4月24日・25日に一部を除き再開すると発表した（以下参照）。対象は岩手競馬が主管する競馬場・場外発売所において2011年1月10日から3月11日までに発売された岩手を含む地方競馬主催者の馬券に限られ、JRAの投票券は引き続き払戻を停止する。払戻業務は当面週1回程度を予定しているが、競馬が再開された場合は開催時の取扱いに戻すとした。なお、上記の投票券については払戻有効期限を5月31日まで延長することもあわせて発表したが、テレトラック横手・ウインズ津軽内発売所・東京競馬場内発売所では2011年1月10日から3月11日までに発売した馬券の払戻を行わない。
  - 払戻を再開した発売所：盛岡競馬場・水沢競馬場・UMACCO盛岡大通・テレトラック宮古・テレトラック種市・テレトラック安代・テレトラック山本・テレトラック三本木・テレトラック十和田・テレトラック釜石（敷地内に仮設）
- 19日 - 日本中央競馬会は6月18日から7月10日まで開催予定だった第2回福島競馬について、施設復旧のメドが立たないため中止すると発表した。なお、代替開催を含めた当該期間における関東地区での開催は「決定しだい改めて発表する」としたほか、10月22日より開催を予定している第3回福島競馬の開催可否も依然として流動的[116]。
- 21日 - 日本中央競馬会は、東日本大震災の影響で停止していた東北地方での払戻業務を福島競馬場と種市場外発売所（岩手県）で再開すると発表。福島競馬場は4月23日以降毎週土曜・日曜・月曜に、種市場外は4月24日以降毎週土曜・日曜・月曜（4月25日は除く）にそれぞれ10:00から16:00まで払戻業務を行う。なお、発売業務は引き続き停止。また、関東地区で唯一発売業務を停止しているウインズ新宿では、月曜日のみ平日払戻サービスを行う。
- 26日
  - 日本中央競馬会は、第1回新潟競馬に引き続き5月28日から6月12日まで第2回新潟競馬を開催すると発表。また、発売・払戻を停止しているウインズ津軽（青森県）・横手場外（秋田県）・盛岡競馬場、すでに払戻業務を再開している種市場外で4月30日から発売・払戻業務を再開することもあわせて発表した。なお、ウインズ新白河（福島県）は4月30日から5月2日までの期間限定で払戻業務のみ行う（5月7日以降は決定次第発表）。
  - 岩手県競馬組合は、震災の影響で停止していた他地区地方競馬の場外発売・払戻を5月2日より以下の通り再開すると発表。2011年1月10日から3月11日までに発売した馬券（地方競馬発売分）の払戻もあわせて行っているが、テレトラック横手・ウインズ津軽内発売所・東京競馬場内発売所では2011年1月10日から3月11日までに発売した馬券（地方競馬発売分）の払戻を行わない。
    - 場外発売・払戻とも取扱：盛岡競馬場・UMACCO盛岡大通・テレトラック種市・テレトラック安代・テレトラック横手・テレトラック山本・テレトラック十和田・ウインズ津軽内発売所
    - 払戻のみ取扱：水沢競馬場・テレトラック宮古・テレトラック三本木・テレトラック釜石（敷地内に仮設）
- 27日
  - 日本中央競馬会は第3回東京競馬・第3回京都競馬（第9日-第12日）・第3回阪神競馬・第2回新潟競馬の各競馬番組について変更点を発表し、芝コースを保護するため第2回新潟競馬3日目〜6日目の全競走をダートコースで行うとした。第3回東京競馬では例年東京優駿（日本ダービー）当日に施行していた目黒記念（GII）を5月28日の第11競走に、例年安田記念当日に施行していたユニコーンステークス（GIII）を6月4日の第11競走にそれぞれ変更した。このほか、東京優駿のレース番号も第10競走から第11競走に変更した。
  - 特別区競馬組合は、電力事情に配慮して昼間開催に変更していた大井競馬場で第3回開催（5月9日-13日）からナイター競走「トゥインクルレース」を実施すると発表した[117][118]。開催にあたってはレースに影響を及ぼさない範囲で馬場の照明を抑えるほか施設内やイルミネーションでも減灯を実施し、東京電力供給の商用電力を約35%程度削減して開催するとした。
- 28日 - 神奈川県川崎競馬組合は、電力事情に配慮して昼間開催に変更していた川崎競馬場で第2回開催（5月16日-20日）をナイターで開催すると発表[119]。開催にあたってはナイター照明を自家発電に切り替えるほか、使用するスタンドを限定したうえ照明も減灯し、通常時に比べ電力使用量を約20%以上抑えて開催するとした。引き続き「復興支援競馬」として開催し、メインレースの売得金から1%を義援金として拠出。
- 29日 - 岩手県競馬組合は岩手県庁で達増拓也岩手県知事や谷藤裕明盛岡市長・小沢昌記奥州市長らによる正副管理者会議を非公開で開き、2011年度の岩手競馬を5月14日に開幕することを決定した。すべて盛岡競馬場で開催し、12月5日まで例年の約75%にあたる15回・90日間開催。施設の被害が甚大な水沢競馬場では当面場外発売のみ行い、復旧の見通しが立てば年度内に追加開催する可能性にも含みを残した。大きな被害を受けた場外発売所のうちテレトラック宮古・テレトラック三本木は6月中の復旧を目指し、復旧後に場外発売を再開するが、大津波で施設が流されたテレトラック釜石は再建せず閉鎖するとした（→その後、釜石は民間委託による再建に方針転換、2014年に同地で再開している。岩手県競馬組合#略史を参照）。あわせて収支計画も承認され、発売収入は2010年度から約半減となる97億4400万円を見込んだ。岩手競馬は経営再建中で収支均衡が存続の条件となっているが、出走手当などの諸経費を約3割削減するほか、施設の復旧費も地方競馬全国協会など関係団体から補助や支援を受け、収支は保たれる見通し。

#### 5月
- 2日 - 日本中央競馬会は、ウインズ新白河（福島県）での払戻業務を5月7日から9日まで、及び5月14日から16日までの計6日間行うと発表した（5月21日以降については決定次第発表）。なお、発売業務は引き続き停止する。
- 9日 - 岩手県競馬組合は、水沢競馬場で施行予定だった重賞競走のうち「日高賞」と「ビューチフル・ドリーマーカップ」を盛岡競馬場に変更して施行すると発表[120]。
- 10日 - 日本中央競馬会は、東日本大震災の影響で開催を中止した第2回福島競馬の代替として、第3回中山競馬を6月18日から7月10日まで8日間開催すると発表。中山競馬の開催は震災後初めてで、福島での夏開催を中山に変更するのも福島競馬場の改修工事をした1996年以来となった。開催にあたり、関東地区における節電のためスタンドの一部を閉鎖するほか、空調の設定温度を見直したり照明も一部消灯。エスカレーターも一部を停止させた。
- 11日 - 千葉県競馬組合は、4月6日に船橋競馬場で施行予定だったマリーンカップを東日本大震災の影響により中止すると正式に発表。代替開催も検討してきたが、開催に適当な日程が見つからなかったため[121]。
- 13日 - 日本中央競馬会は、震災のため中止された第2回福島競馬の代替開催となる第3回中山競馬の競馬番組を発表。中止された中山競馬で施行予定だった重賞競走で、唯一移設先が未定だった中山グランドジャンプ（J・GI）は7月2日（第3回中山競馬5日目）に第11競走で施行することが決まった。距離は芝Cコースを使用するため10m延長し、4260mとなる。このほか、福島で施行予定だった重賞競走のうちラジオNIKKEI賞は出走可能頭数を14頭に変更のうえ7月3日（第3回中山競馬6日目）の第11競走で、七夕賞は出走可能頭数を17頭に変更のうえ7月10日（第3回中山競馬8日目）の第11競走でそれぞれ施行。
- 14日 - 2011年度の岩手競馬が、盛岡競馬場で開幕。『がんばろう東北 心をひとつに 岩手競馬』をスローガンに掲げ、12月5日まで90日間の全日程を盛岡競馬場で開催する予定。初日は10競走が組まれ、16日までの28競走は岩手競馬騎手部会と楽天競馬の協賛により、津波で被災した市町村を応援する冠競走として施行[122]。
- 17日
  - 日本中央競馬会は震災で施設が損傷したウインズ新宿について、建物を取り壊したうえで建て替えると発表した。完成は2014年を目指すとしている。現施設では5月23日と30日の平日払戻サービスのみ行い、その後は一切の業務を休止する。
  - 上記のほか水沢競馬場での払戻業務を5月21日より再開すること、既に払戻業務のみ再開している福島競馬場・ウインズ新白河での払戻業務を5月21日から6月12日まで引き続き行うこともあわせて発表。水沢競馬場は土曜・日曜のみ、福島競馬場とウインズ新白河は土曜・日曜・月曜に払戻サービスを行う（発売業務はいずれも引き続き停止）[123]。また、2011年1月8日から3月6日までに発売した勝馬投票券の払戻有効期限を6月27日まで再延長することも発表。

#### 6月
- 4日 - 震災の影響で勝馬投票券の発売業務を停止していた岩手競馬の場外発売所「テレトラック宮古」が、発売業務を再開した。岩手競馬のほか、他地区地方競馬の場外発売も再開した。
- 16日 - 日本中央競馬会は、東日本大震災による施設破損のため発売業務を休止している福島競馬場で、6月25日から発売業務を再開すると発表した。スタンドなどの施設は復旧工事を行っているため馬場内投票所に限定し、かつ発売レース数も制限する。また、1月8日から3月6日まで発売された勝馬投票券の払戻有効期限が6月27日で満了することに伴い、ウインズ新白河及び水沢競馬場での払戻サービスを含むすべての業務を6月28日以降休止すると発表。
- 18日 - 6月12日の帯広競馬第5競走でばんえい史上最高齢勝利を記録したゴールデンバージ（牡14歳）の関係者が、この競走で獲得した賞金や出走手当などの報奨金を全額被災地へ寄付すると申し出た[124]。
- 23日 - 毎年10月に盛岡競馬場で施行している交流重賞「マイルチャンピオンシップ南部杯」（統一JpnI、ダート1600m）について、本年は東日本大震災の影響などで盛岡競馬場と業務提携を結んでいる東京競馬場に舞台を移し、10月10日に施行する方向で調整していることが明らかになった。また、この日は大井競馬の開催日であるため、これについてもJRAとNARの双方で調整が進められている[125]。
- 25日 - 震災の影響で勝馬投票券の発売業務を停止していた岩手競馬の場外発売所「テレトラック三本木」が、発売業務を再開した。岩手競馬のほか、他地区地方競馬の場外発売も再開した。
- 29日 - 日本中央競馬会は、東日本大震災の影響に伴う競馬開催の計画変更などを発表。10月10日に「岩手競馬を支援する日」と題して東京競馬を開催し、例年盛岡競馬場で開催している「マイルチャンピオンシップ南部杯」（統一JpnI）を施行することが正式に決定した。阪神競馬の中止分を振り替えた形となり、事実上の代替開催となった。また、10月15日から11月20日まで第5回新潟競馬を、11月26日から12月25日まで第5回小倉競馬をそれぞれ開催することも合わせて発表。なお、夏季競馬で実施していた「薄暮競馬」は節電の観点から取りやめた。10月から11月にかけて新潟競馬場で競馬開催が行われるのは、旧新潟県競馬組合が施行した地方競馬開催以来。また、地震の影響で建物などが大きな被害を受けた福島競馬場では、本年の競馬開催をすべて中止することが決まった[126]。

#### 7月
- 22日 - 特別区競馬組合は震災の影響で営業を休止していたオフト大郷での場外発売を、7月31日（第8回大井競馬1日目）から再開すると発表。また、1月11日から3月11日までにオフト大郷で発売された勝馬投票券の払戻有効期限を9月18日まで延長することも合わせて発表した[127]。
- 28日 - 日本中央競馬会は、東北地方太平洋沖地震の復興支援金として福島県に10億円を寄付すると共に、各地の競馬場等での募金活動によって集まった義援金（約1億1735万円）を日本赤十字社に送金したことを発表。

#### 8月
- 3日 - 日本中央競馬会は、東日本大震災の影響で6月28日からすべての業務を休止している福島県のウインズ新白河について、9月24日から営業を再開すると発表[128]。
- 8日 - 岩手県競馬組合は、8月15日に盛岡競馬場で開催されるクラスターカップに併せて、日本中央競馬会所属騎手と岩手県競馬組合所属騎手の対抗戦レース『東日本大震災復興祈念 JRA vs 岩手』を開催すると発表。対抗戦レースは当日の第8競走と第11競走で行われ、日本中央競馬会からは福永祐一・岩田康誠・川田将雅・藤岡佑介・田辺裕信・中舘英二・吉田豊の7名、岩手県競馬組合からは菅原勲・村上忍・阿部英俊・山本政聡・菅原俊吏・齋藤雄一・南郷家全の7名が参加。
- 23日 - 岩手県競馬組合は開催を見合わせていた水沢競馬を、12月10日から再開すると発表した。2012年1月9日までの3開催・14日間開催される。あわせて、中断していたJRA及び他地区の場外発売についても再開[129]。

#### 9月
- 2日 - 日本中央競馬会は、東日本大震災でスタンドなどが甚大な被害を受け本年の開催をすべて中止した福島競馬場の施設復旧工事に着工したと発表[130]。福島第一原発事故の影響による除染を目的とした芝コースの張替えとダートコースの砂入れ替え作業は7月23日に完了しており、この日からスタンドなど施設部分の復旧工事に入った。工事期間は2012年3月末日頃までを予定し、芝の張替えや砂の入れ替えも含めた改修工事費は約50億円を見込む。なお、現在馬場内で実施している場外発売はスタンド部の復旧工事が終わり次第スタンドでの発売に変更するほか、競馬開催についても2012年の開催を目指すとしている。
- 12日 - 日本中央競馬会は、第4回東京競馬3日目「岩手競馬を支援する日」の詳細を発表した。全レースがJRAプレミアムレースと同じ扱いになり、WIN5も発売する。また、特別競走には「メイセイオペラ記念 かけはし賞」や「トーホウエンペラー記念 かがやき賞」と言った岩手の名馬を冠したレースも行われる。また、東日本大震災以降休止していた水沢競馬場（岩手県）での場外発売を10月8日から再開することも発表。但しスタンド復旧工事中のため、立入制限区域を設定しての再開となる。

#### 10月
- 10日 - 第4回東京競馬3日目を「岩手競馬を支援する日」と題して、マイルチャンピオンシップ南部杯などの競走を開催。17日には支援金として岩手県競馬組合に3億5147万810円、岩手県に5億円をそれぞれ拠出したと発表。また、マイルチャンピオンシップ南部杯の優勝馬トランセンドの馬主前田幸治も、優勝賞金の中から1000万円を寄付した。

#### 12月
- 26日 - 日本中央競馬会は、今後の被災地支援の取り組みを発表。東日本大震災発生からちょうど1年となる2012年3月11日（第2回中山競馬6日目・第1回阪神競馬6日目・第1回中京競馬4日目）と、第1回福島競馬の売上から一部を拠出する。

## 競走成績

### 中央競馬・平地GI
| 競走名                                 | 競走名                                 | 競走名                                 | 優勝馬             | 性齢 | 騎手                           | 調教師                         | 所属                     |
| 月日                                   | 競馬場                                 | コース・距離                           | 優勝馬             | 性齢 | 馬主                           | 馬主                           | タイム                   |
| -------------------------------------- | -------------------------------------- | -------------------------------------- | ------------------ | ---- | ------------------------------ | ------------------------------ | ------------------------ |
| 第28回フェブラリーステークス           | 第28回フェブラリーステークス           | 第28回フェブラリーステークス           | トランセンド       | 牡5  | 藤田伸二                       | 安田隆行                       | JRA栗東                  |
| 2月20日                                | 東京競馬場                             | ダート1600m                            | トランセンド       | 牡5  | 前田幸治                       | 前田幸治                       | 1:36.4                   |
| 第41回高松宮記念                       | 第41回高松宮記念                       | 第41回高松宮記念                       | キンシャサノキセキ | 牡8  | ウンベルト・リスポリ           | 堀宣行                         | JRA美浦                  |
| 3月27日                                | 阪神競馬場                             | 芝1200m                                | キンシャサノキセキ | 牡8  | 吉田和美                       | 吉田和美                       | 1:07.9                   |
| 第71回桜花賞                           | 第71回桜花賞                           | 第71回桜花賞                           | マルセリーナ       | 牝3  | 安藤勝己                       | 松田博資                       | JRA栗東                  |
| 4月10日                                | 阪神競馬場                             | 芝1600m                                | マルセリーナ       | 牝3  | （有）社台レースホース         | （有）社台レースホース         | 1:33.9                   |
| 第71回皐月賞                           | 第71回皐月賞                           | 第71回皐月賞                           | オルフェーヴル     | 牡3  | 池添謙一                       | 池江泰寿                       | JRA栗東                  |
| 4月24日                                | 東京競馬場                             | 芝2000m                                | オルフェーヴル     | 牡3  | （有）サンデーレーシング       | （有）サンデーレーシング       | 2:00.6                   |
| 第143回天皇賞・春                      | 第143回天皇賞・春                      | 第143回天皇賞・春                      | ヒルノダムール     | 牡4  | 藤田伸二                       | 昆貢                           | JRA栗東                  |
| 5月1日                                 | 京都競馬場                             | 芝3200m                                | ヒルノダムール     | 牡4  | 蛭川正文                       | 蛭川正文                       | 3:20.6                   |
| 第16回NHKマイルカップ                  | 第16回NHKマイルカップ                  | 第16回NHKマイルカップ                  | グランプリボス     | 牡3  | クレイグ・ウィリアムズ         | 矢作芳人                       | JRA栗東                  |
| 5月8日                                 | 東京競馬場                             | 芝1600m                                | グランプリボス     | 牡3  | （株）グランプリ               | （株）グランプリ               | 1:32.2                   |
| 第6回ヴィクトリアマイル                | 第6回ヴィクトリアマイル                | 第6回ヴィクトリアマイル                | アパパネ           | 牝4  | 蛯名正義                       | 国枝栄                         | JRA美浦                  |
| 5月15日                                | 東京競馬場                             | 芝1600m                                | アパパネ           | 牝4  | 金子真人ホールディングス（株） | 金子真人ホールディングス（株） | 1:31.9（レースレコード） |
| 第72回優駿牝馬（オークス）             | 第72回優駿牝馬（オークス）             | 第72回優駿牝馬（オークス）             | エリンコート       | 牝3  | 後藤浩輝                       | 笹田和秀                       | JRA栗東                  |
| 5月22日                                | 東京競馬場                             | 芝2400m                                | エリンコート       | 牝3  | 吉田照哉                       | 吉田照哉                       | 2:25.7                   |
| 第78回東京優駿（日本ダービー）         | 第78回東京優駿（日本ダービー）         | 第78回東京優駿（日本ダービー）         | オルフェーヴル     | 牡3  | 池添謙一                       | 池江泰寿                       | JRA栗東                  |
| 5月29日                                | 東京競馬場                             | 芝2400m                                | オルフェーヴル     | 牡3  | （有）サンデーレーシング       | （有）サンデーレーシング       | 2:30.5                   |
| 第61回安田記念                         | 第61回安田記念                         | 第61回安田記念                         | リアルインパクト   | 牡3  | 戸崎圭太                       | 堀宣行                         | JRA美浦                  |
| 6月5日                                 | 東京競馬場                             | 芝1600m                                | リアルインパクト   | 牡3  | （有）キャロットファーム       | （有）キャロットファーム       | 1:32.0                   |
| 第52回宝塚記念                         | 第52回宝塚記念                         | 第52回宝塚記念                         | アーネストリー     | 牡6  | 佐藤哲三                       | 佐々木晶三                     | JRA栗東                  |
| 6月26日                                | 阪神競馬場                             | 芝2200m                                | アーネストリー     | 牡6  | 前田幸治                       | 前田幸治                       | 2:10.1（レコード）       |
| 第45回スプリンターズステークス         | 第45回スプリンターズステークス         | 第45回スプリンターズステークス         | カレンチャン       | 牝4  | 池添謙一                       | 安田隆行                       | JRA栗東                  |
| 10月2日                                | 中山競馬場                             | 芝1200m                                | カレンチャン       | 牝4  | 鈴木隆司                       | 鈴木隆司                       | 1:07.4                   |
| 第24回マイルチャンピオンシップ南部杯   | 第24回マイルチャンピオンシップ南部杯   | 第24回マイルチャンピオンシップ南部杯   | トランセンド       | 牡5  | 藤田伸二                       | 安田隆行                       | JRA栗東                  |
| 10月10日                               | 東京競馬場                             | ダート1600m                            | トランセンド       | 牡5  | 前田幸治                       | 前田幸治                       | 1:34.8                   |
| 第16回秋華賞                           | 第16回秋華賞                           | 第16回秋華賞                           | アヴェンチュラ     | 牝3  | 岩田康誠                       | 角居勝彦                       | JRA栗東                  |
| 10月16日                               | 京都競馬場                             | 芝2000m                                | アヴェンチュラ     | 牝3  | （有）キャロットファーム       | （有）キャロットファーム       | 1:58.2                   |
| 第72回菊花賞                           | 第72回菊花賞                           | 第72回菊花賞                           | オルフェーヴル     | 牡3  | 池添謙一                       | 池江泰寿                       | JRA栗東                  |
| 10月23日                               | 京都競馬場                             | 芝3000m                                | オルフェーヴル     | 牡3  | （有）サンデーレーシング       | （有）サンデーレーシング       | 3:02.8                   |
| 第144回天皇賞・秋                      | 第144回天皇賞・秋                      | 第144回天皇賞・秋                      | トーセンジョーダン | 牡5  | ニコラ・ピンナ                 | 池江泰寿                       | JRA栗東                  |
| 10月30日                               | 東京競馬場                             | 芝2000m                                | トーセンジョーダン | 牡5  | 島川隆哉                       | 島川隆哉                       | 1:56.1（日本レコード）   |
| 第36回エリザベス女王杯                 | 第36回エリザベス女王杯                 | 第36回エリザベス女王杯                 | スノーフェアリー   | 牝4  | ライアン・ムーア               | エドワード・ダンロップ         | イギリス                 |
| 11月13日                               | 京都競馬場                             | 芝2200m                                | スノーフェアリー   | 牝4  | アナモイン社                   | アナモイン社                   | 2:11.6                   |
| 第28回マイルチャンピオンシップ         | 第28回マイルチャンピオンシップ         | 第28回マイルチャンピオンシップ         | エイシンアポロン   | 牡4  | 池添謙一                       | 松永昌博                       | JRA栗東                  |
| 11月20日                               | 京都競馬場                             | 芝1600m                                | エイシンアポロン   | 牡4  | 平井豊光                       | 平井豊光                       | 1:33.9                   |
| 第31回ジャパンカップ                   | 第31回ジャパンカップ                   | 第31回ジャパンカップ                   | ブエナビスタ       | 牝5  | 岩田康誠                       | 松田博資                       | JRA栗東                  |
| 11月27日                               | 東京競馬場                             | 芝2400m                                | ブエナビスタ       | 牝5  | （有）サンデーレーシング       | （有）サンデーレーシング       | 2:24.2                   |
| 第12回ジャパンカップダート             | 第12回ジャパンカップダート             | 第12回ジャパンカップダート             | トランセンド       | 牡5  | 藤田伸二                       | 安田隆行                       | JRA栗東                  |
| 12月4日                                | 阪神競馬場                             | ダート1800m                            | トランセンド       | 牡5  | 前田幸治                       | 前田幸治                       | 1:50.6                   |
| 第63回阪神ジュベナイルフィリーズ       | 第63回阪神ジュベナイルフィリーズ       | 第63回阪神ジュベナイルフィリーズ       | ジョワドヴィーヴル | 牝2  | 福永祐一                       | 松田博資                       | JRA栗東                  |
| 12月11日                               | 阪神競馬場                             | 芝1600m                                | ジョワドヴィーヴル | 牝2  | （有）サンデーレーシング       | （有）サンデーレーシング       | 1:34.9                   |
| 第63回朝日杯フューチュリティステークス | 第63回朝日杯フューチュリティステークス | 第63回朝日杯フューチュリティステークス | アルフレード       | 牡2  | クレイグ・ウィリアムズ         | 手塚貴久                       | JRA美浦                  |
| 12月18日                               | 中山競馬場                             | 芝1600m                                | アルフレード       | 牡2  | （有）キャロットファーム       | （有）キャロットファーム       | 1:33.4（レコードタイ）   |
| 第56回有馬記念                         | 第56回有馬記念                         | 第56回有馬記念                         | オルフェーヴル     | 牡3  | 池添謙一                       | 池江泰寿                       | JRA栗東                  |
| 12月25日                               | 中山競馬場                             | 芝2500m                                | オルフェーヴル     | 牡3  | （有）サンデーレーシング       | （有）サンデーレーシング       | 2:36.0                   |

### ダートグレード競走（地方競馬GI・JpnI開催分）
| 競走名                       | 競走名                       | 競走名                       | 優勝馬             | 性齢 | 騎手                         | 調教師                       | 所属               |
| 月日                         | 競馬場                       | 距離                         | 優勝馬             | 性齢 | 馬主                         | 馬主                         | タイム             |
| ---------------------------- | ---------------------------- | ---------------------------- | ------------------ | ---- | ---------------------------- | ---------------------------- | ------------------ |
| 第60回川崎記念               | 第60回川崎記念               | 第60回川崎記念               | フリオーソ         | 牡7  | 戸崎圭太                     | 川島正行                     | 南関東・船橋       |
| 1月26日                      | 川崎競馬場                   | 2100m                        | フリオーソ         | 牡7  | ダーレー・ジャパン・ファーム | ダーレー・ジャパン・ファーム | 2:14.2             |
| 第23回かしわ記念             | 第23回かしわ記念             | 第23回かしわ記念             | フリオーソ         | 牡7  | 戸崎圭太                     | 川島正行                     | 南関東・船橋       |
| 5月5日                       | 船橋競馬場                   | 1600m                        | フリオーソ         | 牡7  | ダーレー・ジャパン・ファーム | ダーレー・ジャパン・ファーム | 1:38.2             |
| 第34回帝王賞                 | 第34回帝王賞                 | 第34回帝王賞                 | スマートファルコン | 牡6  | 武豊                         | 小崎憲                       | JRA栗東            |
| 6月29日                      | 大井競馬場                   | 2000m                        | スマートファルコン | 牡6  | 大川徹                       | 大川徹                       | 2:01.1             |
| 第13回ジャパンダートダービー | 第13回ジャパンダートダービー | 第13回ジャパンダートダービー | グレープブランデー | 牡3  | 横山典弘                     | 安田隆行                     | JRA栗東            |
| 7月13日                      | 大井競馬場                   | 2000m                        | グレープブランデー | 牡3  | （有）社台レースホース       | （有）社台レースホース       | 2:04.9             |
| 第11回JBCスプリント          | 第11回JBCスプリント          | 第11回JBCスプリント          | スーニ             | 牡5  | 川田将雅                     | 吉田直弘                     | JRA栗東            |
| 11月3日                      | 大井競馬場                   | 1200m                        | スーニ             | 牡5  | 吉田和美                     | 吉田和美                     | 1:10.1（レコード） |
| 第11回JBCクラシック          | 第11回JBCクラシック          | 第11回JBCクラシック          | スマートファルコン | 牡6  | 武豊                         | 小崎憲                       | JRA栗東            |
| 11月3日                      | 大井競馬場                   | 2000m                        | スマートファルコン | 牡6  | 大川徹                       | 大川徹                       | 2:02.1             |
| 第62回全日本2歳優駿          | 第62回全日本2歳優駿          | 第62回全日本2歳優駿          | オーブルチェフ     | 牡2  | 中舘英二                     | 萩原清                       | JRA美浦            |
| 12月14日                     | 川崎競馬場                   | 1600m                        | オーブルチェフ     | 牡2  | 前田幸治                     | 前田幸治                     | 1:41.6             |
| 第57回東京大賞典             | 第57回東京大賞典             | 第57回東京大賞典             | スマートファルコン | 牡6  | 武豊                         | 小崎憲                       | JRA栗東            |
| 12月29日                     | 大井競馬場                   | 2000m                        | スマートファルコン | 牡6  | 大川徹                       | 大川徹                       | 2:01.8             |

### 中央競馬・障害（JGI）
| 競走名                     | 競走名                     | 競走名                     | 優勝馬             | 性齢 | 騎手                                 | 調教師                               | 所属    |
| 月日                       | 競馬場                     | コース・距離               | 優勝馬             | 性齢 | 馬主                                 | 馬主                                 | タイム  |
| -------------------------- | -------------------------- | -------------------------- | ------------------ | ---- | ------------------------------------ | ------------------------------------ | ------- |
| 第13回中山グランドジャンプ | 第13回中山グランドジャンプ | 第13回中山グランドジャンプ | マイネルネオス     | 牡8  | 柴田大知                             | 稲葉隆一                             | JRA美浦 |
| 7月2日                     | 中山競馬場                 | 障害芝4260m                | マイネルネオス     | 牡8  | （株）サラブレッドクラブ・ラフィアン | （株）サラブレッドクラブ・ラフィアン | 4:51.6  |
| 第134回中山大障害          | 第134回中山大障害          | 第134回中山大障害          | マジェスティバイオ | 牡4  | 山本康志                             | 田中剛                               | JRA美浦 |
| 12月24日                   | 中山競馬場                 | 障害芝4100m                | マジェスティバイオ | 牡4  | バイオ（株）                         | バイオ（株）                         | 4:44.2  |

### ばんえい（BG1）
| 競走名                   | 競走名                   | 競走名                   | 優勝馬           | 性齢 | 騎手                   | 調教師                 | タイム ばんえい重量 |
| 月日                     | 競馬場                   | コース・距離             | 優勝馬           | 性齢 | 馬主                   | 馬主                   | タイム ばんえい重量 |
| ------------------------ | ------------------------ | ------------------------ | ---------------- | ---- | ---------------------- | ---------------------- | ------------------- |
| 第33回帯広記念           | 第33回帯広記念           | 第33回帯広記念           | ニシキダイジン   | 牡10 | 藤野俊一               | 槻舘重人               | 2:33.0 900Kg        |
| 1月2日                   | 帯広競馬場               | ダート200m               | ニシキダイジン   | 牡10 | 仙頭富萬               | 仙頭富萬               | 2:33.0 900Kg        |
| 第4回天馬賞              | 第4回天馬賞              | 第4回天馬賞              | キタノタイショウ | 牡5  | 大河原和雄             | 服部義幸               | 1:41.8 760Kg        |
| 1月3日                   | 帯広競馬場               | ダート200m               | キタノタイショウ | 牡5  | 木下英三               | 木下英三               | 1:41.8 760Kg        |
| 第42回イレネー記念       | 第42回イレネー記念       | 第42回イレネー記念       | ニュータカラコマ | 牡3  | 藤野俊一               | 岩本利春               | 1:50.3 670Kg        |
| 3月13日                  | 帯広競馬場               | ダート200m               | ニュータカラコマ | 牡3  | 佐藤久夫               | 佐藤久夫               | 1:50.3 670Kg        |
| 第43回ばんえい記念       | 第43回ばんえい記念       | 第43回ばんえい記念       | カネサブラック   | 牡9  | 松田道明               | 松井浩文               | 4:07.7 1000Kg       |
| 3月27日                  | 帯広競馬場               | ダート200m               | カネサブラック   | 牡9  | （有）トーヨーファーム | （有）トーヨーファーム | 4:07.7 1000Kg       |
| 第23回ばんえいグランプリ | 第23回ばんえいグランプリ | 第23回ばんえいグランプリ | ニシキダイジン   | 牡10 | 鈴木恵介               | 村上慎一               | 2:00.6 830kg        |
| 8月14日                  | 帯広競馬場               | ダート200m               | ニシキダイジン   | 牡10 | 仙頭富萬               | 仙頭富萬               | 2:00.6 830kg        |
| 第36回ばんえいオークス   | 第36回ばんえいオークス   | 第36回ばんえいオークス   | アグリコトブキ   | 牝3  | 鈴木恵介               | 松井浩文               | 1:41.5 660kg        |
| 11月20日                 | 帯広競馬場               | ダート200m               | アグリコトブキ   | 牝3  | 北島勇祈               | 北島勇祈               | 1:41.5 660kg        |
| 第40回ばんえいダービー   | 第40回ばんえいダービー   | 第40回ばんえいダービー   | オイドン         | 牡3  | 鈴木恵介               | 鈴木邦哉               | 1:48.7 730kg        |
| 12月25日                 | 帯広競馬場               | ダート200m               | オイドン         | 牡3  | 佐々木啓文             | 佐々木啓文             | 1:48.7 730kg        |

### 騎手招待競走
- 1月17日 - 【NAR】 第25回全日本新人王争覇戦（高知競馬場） 優勝：中野省吾（船橋）[131]
- 1月25日 - 【NAR】 第9回佐々木竹見カップ ジョッキーズグランプリ（川崎競馬場） 優勝：戸崎圭太（大井）[132]
- 2月22日 - 【NAR】 第19回ゴールデンジョッキーカップ（園田競馬場） 優勝：中西達也（高知）[133]
- 8月15日 - 【NAR】 騎手交流競走「JRA vs 岩手競馬」（盛岡競馬場） 優勝：TEAM JRA[134]
- 10月7日・21日 - 【NAR】 スーパージョッキーズトライアル（川崎競馬場・名古屋競馬場） 優勝：吉原寛人（金沢）[134]
- 10月10日 - 【NAR】 東北ジョッキーズカップ（盛岡競馬場） 優勝：高野毅（大井）[134]
- 12月3日・4日 - 【JRA】 第25回ワールドスーパージョッキーズシリーズ（阪神競馬場） 優勝：ジョン・ムルタ（ アイルランド）[135]
- 12月15日 - 【NAR】 第20回ゴールデンジョッキーカップ（園田競馬場） 優勝：横山典弘（JRA美浦）[136]
- 11月14日・12月1日・12月19日 - 【NAR】 第6回レディースジョッキーズシリーズ（盛岡・荒尾・福山各競馬場） 優勝：別府真衣（高知）[137]

## 表彰

### JRA賞
2012年1月6日発表
競走馬部門
- 年度代表馬・最優秀3歳以上牡馬：オルフェーヴル（牡3歳、栗東・池江泰寿厩舎）
- 最優秀2歳牡馬：アルフレード（牡2歳、美浦・手塚貴久厩舎）
- 最優秀2歳牝馬：ジョワドヴィーヴル（牝2歳、栗東・松田博資厩舎）
- 最優秀3歳牝馬：アヴェンチュラ（牝3歳、栗東・角居勝彦厩舎）
- 最優秀4歳以上牡馬：ヴィクトワールピサ（牡4歳、栗東・角居勝彦厩舎）
- 最優秀4歳以上牝馬：ブエナビスタ（牝5歳、栗東・松田博資厩舎）
- 最優秀短距離馬：カレンチャン（牝4歳、栗東：安田隆行厩舎）
- 最優秀ダートホース：トランセンド（牡5歳、栗東・安田隆行厩舎）
- 最優秀障害馬：マジェスティバイオ（牡4歳、美浦・田中剛厩舎）
- 特別賞：該当馬なし

調教師・騎手部門
- 最多勝利調教師：角居勝彦（栗東）
- 最高勝率調教師：堀宣行（美浦）
- 最多賞金獲得調教師：池江泰寿（栗東）
- 優秀技術調教師：角居勝彦（栗東）
- 最多勝利騎手：岩田康誠（栗東）※JRA+地方交流+日本国外での勝利数の合計[注 6]
- 最高勝率騎手：福永祐一（栗東）
- 最多賞金獲得騎手：岩田康誠（栗東）※地方交流重賞分も含む
- 最多勝利障害騎手：該当者なし ※対象は10勝以上
- 最多勝利新人騎手：該当者なし ※対象は30勝以上
- 特別模範騎手：該当者なし

JRA賞馬事文化賞
- 受賞作品：消えた天才騎手 最年少ダービージョッキー・前田長吉の奇跡
- 受賞者：島田明宏（フリーライター）

### NARグランプリ
2012年1月11日発表
2011年よりサラ系は牡馬・牝馬別で表彰されるようになった。
表彰馬部門
- 年度代表馬・サラ4歳以上最優秀牡馬：フリオーソ（牡7歳、船橋・川島正行厩舎）
- サラ2歳最優秀牡馬：ゴールドメダル（牡2歳、北海道・田中淳司厩舎）
- サラ2歳最優秀牝馬：エンジェルツイート（牝2歳、大井・森下淳平厩舎）
- サラ3歳最優秀牡馬：オオエライジン（牡3歳、兵庫・橋本忠男厩舎）
- サラ3歳最優秀牝馬：クラーベセクレタ（牝3歳、船橋：川島正行厩舎）
- サラ4歳以上最優秀牝馬：ラブミーチャン（牝4歳、笠松・柳江仁厩舎）
- ばんえい最優秀馬：カネサブラック（牡9歳、松井浩文厩舎）
- 最優秀短距離馬：ナイキマドリード（牡5歳、船橋・|川島正行厩舎）
- ダートグレード競走特別賞馬・スマートファルコン（牡6歳、JRA栗東・小崎憲厩舎）
- 最優秀ターフ馬：該当馬なし
- 特別表彰馬：該当馬なし

表彰者部門
- 最優秀勝利回数調教師：雑賀正光（高知）
- 最優秀賞金拾得調教師：岡林光浩（船橋）
- 最優秀勝率調教師：柏原誠路（兵庫）
- 殊勲調教師賞：該当者なし
- 最優秀勝利回数騎手・最優秀賞金拾得騎手：戸崎圭太（大井）
- 最優秀勝率騎手：赤岡修次（高知）
- 優秀新人騎手：島津新（ばんえい）
- 優秀女性騎手：該当者なし
- ベストフェアプレイ賞：赤岡修次（高知）
- 殊勲騎手賞：戸崎圭太（大井）、吉原寛人（金沢）
- 特別賞：宮下瞳（元愛知） ※女性騎手として顕著な活躍

## 通算勝利数の記録
地方競馬（ばんえいを除く）は「地方通算」のものと「中央・地方通算」があるが、それぞれ出典に拠った。
記載は氏名（達成地、達成日）の順。

### 騎手
初勝利
ウンベルト・リスポリ（JRA京都、1月8日）※初騎乗で達成、JRA初勝利
嶋田純次（JRA中山、3月5日）※初騎乗で達成
横山和生（JRA新潟、4月30日）
杉原誠人（JRA新潟、5月14日）
ニコラ・ピンナ（JRA京都、5月14日）※JRA初勝利
藤懸貴志（JRA小倉、8月20日）
下村瑠衣（門別、8月23日）
菅原隆一（JRA札幌、8月28日）
イオリッツ・メンディザバル（JRA京都、11月5日）※JRA初勝利が重賞制覇
コルム・オドノヒュー（JRA中山、12月17日）※JRA初勝利
100勝
大庭和弥（JRA東京、2月19日）
小坂忠士（JRA阪神、2月26日）
横山義行（JRA中山、3月5日）※障害競走通算
大柿一真（園田、6月15日）
丹内祐次（JRA函館、6月19日）
国分恭介（JRA新潟、10月29日）
川須栄彦（JRA新潟、11月5日）
200勝
長谷川浩大（JRA新潟、5月7日）
田辺裕信（JRA新潟、6月5日）
岩橋勇二（門別、6月8日）
川島信二（JRA函館、7月9日）
岩永千明（荒尾、12月2日）
300勝
高橋亮（JRA京都、2月19日）
石橋脩（JRA中山、9月24日）
400勝
吉田隼人（JRA小倉、12月17日）
500勝
佐原秀泰（福山、6月13日）
松岡正海（JRA中山、6月19日）
川田将雅（JRA阪神、12月24日）
700勝
池添謙一（JRA京都、1月23日）
木幡初広（JRA新潟、5月14日）
和田竜二（JRA京都、7月3日）
800勝
岩田康誠（JRA東京、10月9日）
900勝
吉田豊（JRA中山、3月6日）
1000勝
安部憲二（ばんえい帯広、7月11日）
服部茂史（門別、8月10日）
1300勝
後藤浩輝（JRA阪神、4月2日）
四位洋文（JRA京都、4月23日）
坂下秀樹（門別、7月21日）
福永祐一（JRA阪神、9月19日）
1500勝
宮崎光行（門別、6月23日）
田中勝春（JRA中山、12月10日）
1700勝
中舘英二（JRA新潟、6月12日）
1900勝
蛯名正義（JRA中山、1月16日）
2000勝
水野貴史（船橋、2月24日）
北野真弘（園田、8月31日）
東川公則（笠松、10月13日）
小国博行（門別、11月17日）
赤岡修次（高知、11月19日）
嬉勝則（福山、12月4日）
戸部尚実（名古屋、12月6日）
柴田善臣（JRA中山、12月17日）
桑野等（金沢、12月27日）
2200勝
横山典弘（JRA中山、6月19日）
3300勝
内田利雄（盛岡、11月12日）
3400勝
武豊（JRA東京、6月4日）
3500勝
小林俊彦（盛岡、5月16日）
4000勝
鮫島克也（佐賀、10月23日）

### 調教師
初勝利
高橋義忠（JRA阪神、3月6日）※初出走で達成
安田武広（門別、6月2日）
日吉正和（JRA阪神、6月11日）
齊藤正弘（門別、6月21日）
大和田成（JRA中山、7月2日）
高柳瑞樹（JRA函館、7月3日）
冨田敏男（浦和、8月5日）
小野次郎（JRA函館、8月7日）
平山真希（浦和、8月8日）※初出走で達成
木村哲也（JRA新潟、8月13日）
鈴木義久（川崎、10月4日）
伊藤滋規（浦和、11月25日）
千田輝彦（JRA小倉、11月27日）
森下淳平（大井、12月31日）※初出走で達成
100勝
斎藤誠（JRA中山、1月22日）
玉井昇（船橋、2月22日）
菅原泰夫（JRA阪神、4月3日）
矢作芳人（JRA阪神、4月10日）※現役調教師最速で達成
大橋勇樹（JRA京都、7月2日）
小崎憲（JRA新潟、7月17日）
松永幹夫（JRA京都、7月23日）
200勝
高橋隆（JRA京都、1月10日）
久保田貴士（JRA東京、2月13日）
昆貢（JRA京都、4月23日）
堀宣行（JRA東京、5月22日）
友道康夫（JRA阪神、6月4日）
藤岡健一（JRA東京、10月9日）
藤沢則雄（JRA京都、11月6日）
300勝
藤原英昭（JRA京都、5月1日）
高橋裕（JRA東京、5月22日）
柴田光陽（JRA函館、6月18日）
恵多谷豊（門別、7月7日）
鮫島一歩（JRA京都、7月16日）
西園正都（JRA小倉、7月31日）
上原博之（JRA新潟、8月12日）
400勝
小原伊佐美（JRA小倉、1月29日）
加用正（JRA阪神、6月5日）
松田国英（JRA函館、7月16日）
浅見秀一（JRA京都、11月12日）
萩原清（JRA阪神、12月3日）
石坂正（JRA阪神、12月24日）
500勝
松井浩文（ばんえい帯広、6月18日）
池田孝（川崎、7月29日）
林和弘（門別、8月24日）
音無秀孝（JRA東京、11月6日）
600勝
松田博資（JRA小倉、1月23日）
武井榮一（川崎、7月5日）
中村均（JRA札幌、8月27日）
角川秀樹（門別、9月15日）
700勝
北川數男（門別、6月23日）
白井寿昭（JRA函館、7月24日）
900勝
原孝明（門別、7月19日）
米川伸也（門別、8月9日）
1000勝
橋本忠男（園田、2月9日）
若松平（門別、8月24日）
1100勝
藤沢和雄（JRA東京、11月5日）
1200勝
桑原義光（門別、5月5日）
堂山芳則（門別、6月30日）
1500勝
後藤保（笠松、6月15日）
尾ヶ瀬富雄（ばんえい帯広、6月19日）※騎手兼業時代を含む
1700勝
弊旗吉治（荒尾、11月25日）

## 誕生
この年に生まれた競走馬は2014年のクラシック世代となる。

### 競走馬
- 1月11日 - ステイインシアトル[200]
- 1月20日 - シュンドルボン[201]
- 1月24日 - ショウナンアチーヴ[202]
- 1月28日 - ストロングサウザー[203]
- 1月30日 - ツクバアズマオー[204]
- 2月4日 - カラダレジェンド[205]
- 2月6日 - フォーエバーモア[206]、ヴィータアレグリア[207]
- 2月7日 - アルバート[208]、ガリバルディ[209]
- 2月9日 - アジアエクスプレス[210]、ルミナスウォリアー[211]
- 2月11日 - アデイインザライフ[212]
- 2月13日 -  ステファノス[213]
- 2月14日 - レッドアルヴィス[214]
- 2月15日 - マジックタイム[215]、オメガハートロック[216]
- 2月16日 -  サトノアラジン[217]
- 2月18日 -  マリアライト[218]、マスクゾロ[219]
- 2月19日 -  レッドリヴェール[220]
- 2月21日 -  ハギノハイブリッド[221]
- 2月23日 -  ワンアンドオンリー[222]、ショウナンラグーン[223]
- 2月25日 -  ヌーヴォレコルト[224]
- 3月2日 -  ベルカント[225]、モーリス[226]
- 3月4日 -  クリスマス[227]、エスメラルディーナ[228]、サクラアンプルール[229]
- 3月5日 - リラヴァティ[230]
- 3月6日 -  ハッピースプリント[231]
- 3月7日 - サトノルパン[232]
- 3月8日 -  マイネルフロスト[233]、ホウライアキコ[234]、エアアンセム[235]
- 3月10日 -  ショウナンパンドラ[236]
- 3月11日 -  トーホウジャッカル[237]、ニシケンモノノフ[238]
- 3月12日 -  ミッキーアイル[239]
- 3月14日 -  トーセンスターダム[240]
- 3月18日 -  ビッグアーサー[241]
- 3月20日 - マーブルカテドラル[242]
- 3月22日 - プレイアンドリアル[243]、ネオリアリズム[244]
- 3月24日 - ロワジャルダン[245]
- 3月25日 - ウインフルブルーム[246]
- 3月30日 - フクノドリーム[247]
- 4月1日 - シゲルカガ[248]
- 4月3日 -  オジュウチョウサン[249]
- 4月5日 -  メドウラーク[250]、アズマシャトル[251]
- 4月6日 -  カゼノコ[252]、エイシンブルズアイ[253]
- 4月12日 -  トゥザワールド[254]、レッドファルクス[255]、サウンズオブアース
- 4月13日 -  コーリンベリー[256]
- 4月15日 - ウインマーレライ[257]、トゥインクル[258]
- 4月18日 -  ロサギガンティア[259]
- 4月19日 -  デアリングバード[260]
- 4月21日 - キングズガード[261]
- 4月24日 -  ハープスター[262]
- 4月25日 -  メイショウスミトモ[263]
- 4月30日 - タガノグランパ[264]
- 5月3日 -  エイシンヒカリ[265]
- 5月6日 -  バウンスシャッセ[266]
- 5月8日 -  サングレアル[267]、スズカデヴィアス[268]
- 5月12日 -  エイシンヴァラー[269]
- 5月15日 - サーストンコラルド[270]
- 5月15日 - エキマエ[271]
- 5月16日 - ブルーセレブ[272]
- 5月18日 -  ゴールドアクター[273]
- 5月21日 -  イスラボニータ[274]、アムールブリエ[275]
- 5月22日 - アスカノロマン[276]
- 5月23日 -  リッカルド[277]
- 5月25日 - マドリードカフェ[278]
- 5月27日 -  ネロ[279]
- 5月31日 - トウケイタイガー[280]
- 6月6日 -  アドマイヤデウス[281]

## 死去

### 競走馬、繁殖馬、功労馬
- 1月30日 - レッツゴーターキン[282][283]
- 2月27日 - イナノラバージョン[284]
- 2月28日 - スターバレリーナ[285]
- 3月3日 - サニーブライアン[286][287]
- 3月11日 - ハリーズコメット[288]
- 3月29日 - キョウトシチー[289]
- 4月24日 - ショウナンタキオン
- 4月30日 - サクラバクシンオー[290][291]
- 5月1日 - コスモメドウ[292]
- 5月8日 - スプリングソング[293]
- 5月24日 - ケイキロク[294]
- 6月24日 - バンブーユベントス[295]
- 6月26日 - イコピコ[296]
- 8月16日 - セイウンスカイ[297]
- 8月29日 - オフサイドトラップ[298]
- 10月4日 - シンボリルドルフ[299]
- 10月7日 - サッカーボーイ[300]
- 10月10日 - ロックハンドスター[301]
- 10月28日 - ドクタースパート[302]
- 11月13日 - ライフタテヤマ[303]
- 12月2日 - ショウワモダン[304]
- 12月5日 - シンコウラブリイ[305]
- 12月31日 - ニシノライデン[306]

### 人物
- 1月15日 - 谷真翁（日刊競馬新聞社代表取締役会長）[307]
- 4月8日 - 柳田次男（元日本中央競馬会騎手・調教師）[308]
- 5月12日 - 吉村活彦（元日本中央競馬会厩務員。1994年の最優秀短距離馬・サクラバクシンオーなどを担当）[309]
- 8月22日 -  古山良司（元国営競馬、日本中央競馬会騎手、調教師）[310]
- 10月3日 - 秋田実（東京都騎手会事務局長、元船橋競馬場所属騎手）[311]
- 12月8日 - 古賀一隆（元日本中央競馬会騎手、調教師。古賀慎明日本中央競馬会調教師の実父）[312]

## 引退

### 競走馬
（）内に重賞勝鞍、もしくは実績を示す。
- 1月5日 - マルカラスカル（2006年中山大障害、2008年中山グランドジャンプ）[313]
- 1月8日 - ナナヨーヒマワリ（2008年マーチステークス）[314]
- 1月9日 - トーセンブライト（2004年サラブレッドチャレンジカップ、2009年黒船賞、2009・2010年兵庫ゴールドトロフィー）[315][316]
- 1月10日 - ワンダースピード（2008年アンタレスステークス、2008・2010年名古屋グランプリ、2009年平安ステークス、2009年東海ステークス）[317]
- 1月14日 - サクラオリオン（2009年中京記念、2009年函館記念）[318]
- 1月19日 - ゴスホークケン（2007年朝日杯FS）[319]
- 1月21日 - イコールパートナー（2010年東京ハイジャンプ）
- 1月26日 - ホワイトベッセル（2007年に白毛馬として中央競馬史上初の勝馬となる）[320]
- 1月28日 - ロングプライド（2007年ユニコーンステークス）[321]
- 2月2日 - ファイングレイン（2008年高松宮記念、2008年シルクロードステークス）[322]
- 2月3日 - サクセスブロッケン（2008年ジャパンダートダービー、2009年フェブラリーステークス、2009年東京大賞典）[323]
- 2月26日 - メイショウバトラー（2004年小倉大賞典、2006年プロキオンステークス、2006年シリウスステークスなど重賞10勝）[324]
- 3月2日 - マイネルレーニア（2006年京王杯2歳ステークス、2008年スワンステークス）[325]
- 3月3日 - アドマイヤスバル（2009年白山大賞典）[326]
- 3月5日 - エアジパング（2008年ステイヤーズステークス）[327]
- 3月16日 - アイアムカミノマゴ（2010年阪神牝馬ステークス）[328]
- 3月28日（3月30日抹消） - キンシャサノキセキ（2010年・2011年高松宮記念、2009年・2010年阪神カップほか）
- 4月14日 - ウエスタンダンサー（2008年京阪杯）[329]
- 5月4日（5月7日抹消） - トーセンクラウン（2010年中山記念）
- 5月11日 - トレンドハンター（2011年フラワーカップ）[330]
- 5月11日（5月18日抹消） - エアシェイディ（2008年アメリカジョッキークラブカップ、有馬記念3着2回）[331]
- 5月12日 - アルコセニョーラ（2007年福島記念、2008年新潟記念）[332]
- 5月18日
  - エイシンボストン（2009年東京ジャンプステークス、2009年小倉サマージャンプ）[331]
  - ミヤビペルセウス（2007年新潟ジャンプステークス）[331]
- 5月18日（5月26日抹消） - ダノンシャンティ（2010年NHKマイルカップ）[333]
- 5月20日 - タマモホットプレイ（2004年スワンステークス、2006年シルクロードステークス）[334]
- 5月21日 - ホッコーパドゥシャ（2009年新潟記念）[335]
- 5月25日 - マイネルスケルツィ（2006年ニュージーランドトロフィー、2007年京都金杯）[336]
- 6月1日（6月2日抹消） - ニホンピロレガーロ（2010年小倉記念）[337]
- 6月1日（6月8日抹消） - ショウワモダン（2010年安田記念、2010年ダービー卿チャレンジトロフィー）[338][339]
- 6月2日 - ウォータクティクス（2009年アンタレスステークス）[340]
- 6月4日 - マイネルチャールズ（2008年京成杯、2008年弥生賞）[341]
- 6月30日 - ドリームジャーニー（2009年宝塚記念、2009年有馬記念）[342]
- 7月1日 - アサクサキングス（2007年菊花賞）[342]
- 7月5日（7月7日抹消） - ハンソデバンド（2010年共同通信杯）[343][344]
- 7月7日 - カジノドライヴ（2008年ピーターパンステークス）[345]
- 8月4日 - トーホウアラン（2006年京都新聞杯、2006年中日新聞杯、2008年京都大賞典）[346]
- 8月5日
  - アロンダイト（2006年ジャパンカップダート）[347]
  - ヒカルアマランサス（2010年京都牝馬ステークス）[348]
- 8月16日 - ブライティアパルス（2010年マーメイドステークス）[349]
- 8月18日 - アンライバルド（2009年皐月賞、2009年スプリングステークス）[350]
- 8月24日 - マルブツイースター（2007年小倉2歳ステークス）[351]
- 9月22日 -  コウエイトライ（2006年-2008年、2010年阪神ジャンプステークス、2010年新潟ジャンプステークス）[352]
- 9月23日 - トーホウドルチェ（2010年マリーンカップ）[353]
- 9月28日 - メイショウトウコン（2007年平安ステークス、2007年東海ステークス、2008年ブリーダーズゴールドカップなど）[354]
- 10月20日 - キャプテントゥーレ（2008年皐月賞）[355]
- 10月22日 - エーシンディーエス（2009年京都ジャンプステークス、2010年京都ハイジャンプ）[356]
- 10月26日 - ベストメンバー（2009年京都新聞杯）[357]
- 11月2日 - ナカヤマフェスタ（2010年宝塚記念）[358]
- 11月5日 - レッドディザイア（2009年秋華賞、2010年アル・マクトゥームチャレンジラウンド3）
- 11月9日
  - フィールドルージュ（2008年川崎記念、2007年名古屋グランプリ）[359]
  - ブラボーデイジー（2010年エンプレス杯、2009年福島牝馬ステークス）[360]
  - トーワベガ（2010年阪神スプリングジャンプ）[361]
- 11月12日 - ミヤビランベリ（2008年・2009年七夕賞、2009年目黒記念、アルゼンチン共和国杯）[362]
- 11月19日 - ケイティラブ（2010年アイビスサマーダッシュ）[363]
- 11月22日 - クリーバレン（2011年新潟ジャンプステークス）[364]
- 12月7日
  - ラヴェリータ（2011年エンプレス杯、2009年関東オークスなど重賞7勝）[365]
  - シンボリグラン（2005年CBC賞）[366]
- 12月9日 - バンブーエール（2008年JBCスプリント、2009年クラスターカップ、2009年東京盃）[367]
- 12月10日 - タマモグレアー（2011年京都ハイジャンプ）[368]
- 12月15日
  - ケイアイガーベラ（2010年プロキオンステークス、2011年カペラステークス）[369]
  - スリーアベニュー（2007年ガーネットステークス）[369]
- 12月23日
  - ビービーガルダン（2009年阪急杯、2009年キーンランドカップ）[370]
  - サンクスノート（2010年京王杯スプリングカップ）[371]
- 12月28日 - セラフィックロンプ（2008年・2010年愛知杯）[372]
- 12月30日 - エーシンフォワード（2010年マイルチャンピオンシップ、2010年阪急杯）[373]

### 人物
- 2月28日
  - 小野次郎（日本中央競馬会騎手 調教師転向による）
  - 郷原洋行（日本中央競馬会調教師 勇退）
  - 池江泰郎（日本中央競馬会調教師 定年引退）
  - 坂口正大（日本中央競馬会調教師 同上）
  - 須貝彦三（日本中央競馬会調教師 同上）
  - 高橋成忠（日本中央競馬会調教師 同上）
  - 野元昭（日本中央競馬会調教師 同上）
  - 吉岡八郎（日本中央競馬会調教師 同上）
- 3月31日
  - 柴田未崎（日本中央競馬会騎手 調教助手へ転向）[374]
  - 南田雅昭（日本中央競馬会騎手 同上）[374]
  - 関本浩司（岩手県競馬組合騎手 調教師転向による）[375]
- 4月8日
  - 池本徳子（福山市競馬事務局 引退）[376]
  - 﨏畑雄一郎（福山市競馬事務局 引退）[376]
- 5月20日 - 本郷一彦（日本中央競馬会調教師 勇退）[377][378]
- 5月31日
  - 平山真希（埼玉県浦和競馬組合騎手 調教師転向による）[28]
  - 矢吹誠（特別区競馬組合騎手 調教師補佐転向による）[28]
  - 山野勝也（神奈川県川崎競馬組合騎手 引退）[379]
  - 三橋三吉（神奈川県川崎競馬組合調教師 引退）[380]
- 6月20日 - 秋山雅一（日本中央競馬会調教師 勇退）[381]
- 6月21日 - 鳥飼春弥（神奈川県川崎競馬組合調教師 引退）[382]
- 6月30日
  - 福島幸三郎（神奈川県川崎競馬組合調教師 引退、ロジータを管理）[383]
  - 大久保福治（千葉県競馬組合調教師 勇退）[383]
- 7月20日
  - 後藤由之（日本中央競馬会調教師 勇退）[384]
  - 照沼一二（神奈川県川崎競馬組合調教師 引退）[385]
- 7月31日 - 田村豫志雄（神奈川県川崎競馬組合調教師 引退）[386]
- 8月11日 - 宮下瞳（愛知県競馬組合騎手 引退）[387][388]
- 9月14日 - 林義直（ばんえい競馬騎手 廃業）[389]
- 10月20日 - 中島敏文（日本中央競馬会調教師 勇退）[390]
- 10月31日
  - 高橋智大（日本中央競馬会騎手 調教助手へ転向）[391]
  - 宗像徹（日本中央競馬会騎手 同上）[391]
- 11月20日 - 赤木高太郎（日本中央競馬会騎手〔元兵庫県競馬組合所属〕 調教助手へ転向）
- 11月30日 - 足立勝久（神奈川県川崎競馬組合調教師 引退）[392][393]
- 12月2日 - 前原和信（ばんえい競馬調教師 引退）[394]
- 12月20日
  - 境征勝（日本中央競馬会調教師 勇退）[395]
  - 鈴木勝美（日本中央競馬会調教師 勇退）[395]
  - 平井雄二（日本中央競馬会調教師 勇退）[395]
  - 鷹野宏史（日本中央競馬会騎手〔元高知県競馬組合所属〕 調教助手へ転向）[396][73]
- 12月31日
  - 加藤士津八（日本中央競馬会騎手 調教助手へ転向）
  - 川村昭男（千葉県競馬組合調教師 勇退）[397]

### 繁殖馬
- タケノベルベット
- タップダンスシチー
- ウインジェネラーレ
- フサイチコンコルド[398]

## 脚註